# Joseph Andrews
Pour les articles homonymes, voir Andrews.
Vous lisez un « article de qualité » labellisé en 2015.
Les Aventures de Joseph Andrews et du pasteur Abraham Adams, dit Joseph Andrews (The History of the Adventures of Joseph Andrews and his Friend Mr Abraham Adams en anglais), est le premier roman écrit par Henry Fielding et aussi l'un de ses deux grands chefs-d’œuvre, le second étant Histoire de Tom Jones, enfant trouvé (1749). Publié en 1742 et qualifié par l'auteur de « roman sentimental comique » (comic romance), cet ouvrage, d'abord parodique, raconte les aventures d’un honnête domestique revenant de Londres accompagné par son ami et mentor, le pasteur Abraham Adams.
Le roman est à la croisée de deux esthétiques littéraires du XVIIIe siècle, le drame héroïque et le néoclassicisme aristocratique des Augustans, ceux d'Alexander Pope et de Jonathan Swift, et la fiction populaire d'auteurs comme Daniel Defoe et Samuel Richardson. Cependant, ses sources d’inspiration remontent jusqu'à Cervantes, le sous-titre du roman, « en imitation de la manière de Cervantes », apparaissant comme une reconnaissance de dette envers Don Quichotte, présenté comme modèle et servant sans doute de bouclier pour Fielding conscient de son rôle innovateur en Angleterre. De fait, comme le chef-d'œuvre espagnol, Joseph Andrews distille un humour fondé sur une approche ironique permanente et imite même la narration en apparence décousue et remplie de digressions de Cervantes. De plus, ses personnages principaux appartiennent à des classes sociales inférieures rappelant les héros du genre picaresque.
Au départ, Joseph Andrews a été conçu comme une réponse au Pamela de Richardson qui avait été publié en 1741, roman à grand succès narrant l'histoire d'une servante résistant avec vaillance aux avances de son maître qui, après s'être moralement réformé, l'épouse et la rend heureuse. Fielding, d'ailleurs mystifié par la paternité du livre qu'il attribuait à Colley Cibber, s'il en a admiré les analyses psychologiques fines et approfondies, s'est agacé de son sentimentalisme et de son didactisme appuyés. Se décidant à la parodie, très habituelle à son époque, il publia d'abord Shamela en 1741 sous le nom de Mr Conny Keyber, composé comme sa cible sous la forme épistolaire et prétendant dévoiler la véritable nature de l’héroïne, perverse, lascive et intrigante, puis Joseph Andrews l'année suivante, beaucoup plus ambitieux.
Aussi l'élément parodique tient-il une grande place dans le roman ; cependant, par ses multiples facettes, Joseph Andrews devient rapidement une œuvre autonome beaucoup plus ambitieuse, une fiction protéiforme à la fois parabolique, éthique, satirique, comique, humoristique et pseudo-épique que noue une puissante vision centrale. De plus, la préface et certains chapitres introductifs présentent un appareil critique d'envergure qui en fait un véritable manifeste littéraire.

## Genèse du roman
Paméla ou la Vertu récompensée est un roman remarqué pour sa minutieuse investigation psychologique et par son mode original de présentation, la correspondance de la jeune héroïne qui s'adresse à sa mère et consigne scrupuleusement ses moindres émotions ou réactions aux petits événements de sa vie quotidienne. Ce genre, nouveau en Angleterre, s'est peut-être inspiré du Manon Lescaut (1728-1732) de l'abbé Prévost, avant de trouver sa plénitude chez Jean-Jacques Rousseau dans Julie ou la Nouvelle Héloïse (1761) ou Pierre Choderlos de Laclos dans Les Liaisons dangereuses (1782).

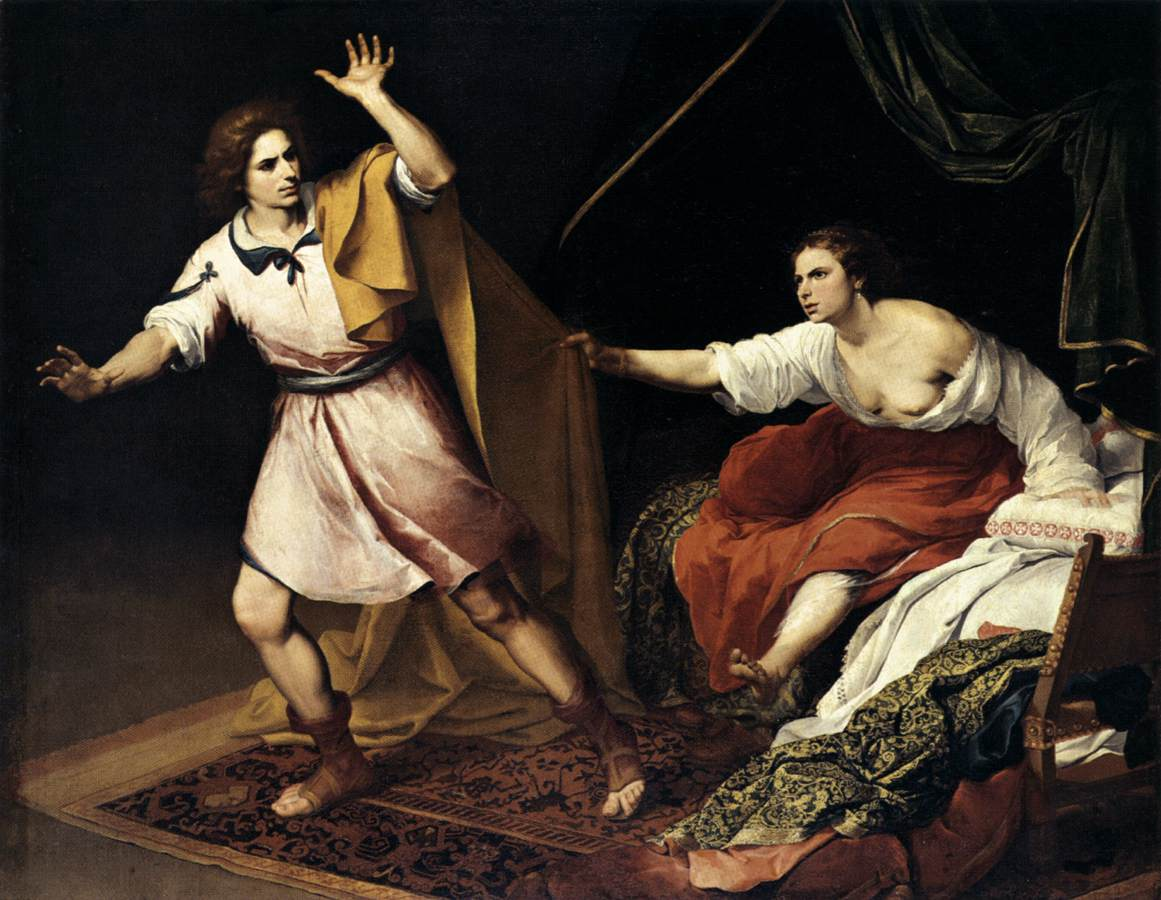
Joseph et la femme de Putiphar, de Bartolome Esteban Murillo.

Fielding n'était pas au rang des admirateurs inconditionnels de Samuel Richardson, n'appréciant pas l'excès de sentimentalisme déployé dans le roman, ce qui l'a incité à une réplique cinglante en la publication dès 1741 de Shamela (An Apology for the Life of Mrs Shamela Andrews) dont le titre suffit par sa ressemblance euphonique et son ironie sémantique à révéler la nature : Shamela, fille d'un voleur et d'une « garce aux oranges » (orange wench), c'est-à-dire d'une prostituée vendant des oranges pendant les représentations des opéras ballades, se laisse courtiser par Squire Booby, puis prend un amant en la personne du pasteur Williams et entend « se faire une grande fortune par sa vertu après avoir tenté d'en amasser une petite par sa personne »,.
Joseph Andrews est une récidive à peine moins évidente mais plus subtile, le héros portant le patronyme de Pamela et luttant lui aussi, tel son homonyme biblique, l'esclave Joseph, fils de Jacob, en butte aux avances de l'épouse de Potiphar, pour préserver sa vertu des assiduités pressantes de Lady Booby, déjà rencontrée dans Shamela. Le but de Fielding est de railler, outre le sentimentalisme appuyé, le didactisme ouvertement et pompeusement moralisateur affiché par le sous-titre (« ou la vertu récompensée »), de dénoncer aussi ce qui lui semble être l'hypocrisie benoîte de la protagoniste, masque de pudeur recouvrant une ambition opportuniste de réussite sociale, pose pharisaïque en somme, typique d'une éthique petite bourgeoise bornée. Il entend également relever le topos servant de base à l'action, le thème de la vertu menacée par un monde corrompu, tel que l'exploiteront Voltaire avec moquerie dans Candide (1759) ou encore Sterne dans Voyage sentimental (1768), où ne règnent que pour mieux être combattus, le pathétique et le mélodramatique qu'exploite Richardson sans vergogne.
Le livre a d'abord paru le 22 février 1742, puis dans une version révisée le 10 juin 1742 ; la troisième édition du 28 mars 1743 porte le nom de Henry Fielding sur la page-titre et précise que les illustrations sont dues à J. Hulett ; une quatrième version, elle aussi révisée, paraît le 29 octobre 1749 ; enfin, une dernière du vivant de l'auteur voit le jour le 19 décembre 1751.

## Intrigue
Le roman comporte quatre livres correspondant aux différentes étapes de son intrigue qui conduit Joseph Andrews, le héros, de la campagne à la ville, puis sur la route en compagnie du pasteur Abraham Adams, enfin leur retour en leur paroisse rurale et le dénouement heureux que marquent plusieurs coïncidences et révélations, sources d'une succession rapide de bouleversements.

### Campagne ou ville: un jeune homme bien attirant

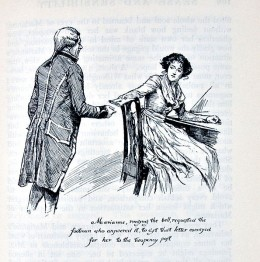
Lady Booby et Joseph.

Joseph Andrews, jeune homme de belle allure en la maisonnée de Sir Thomas Booby, a attisé le regard concupiscent de Lady Booby, l'épouse du maître. Il a également été remarqué par le pasteur de la paroisse, Mr Abraham Adams, qui entend faire fructifier le potentiel intellectuel et moral qu'il a décelé en lui. Cependant, avant qu'il n'ait eu le temps de lui dispenser ne serait-ce qu'un cours de latin, les Booby quittent la province pour Londres et emmènent Joseph avec eux.
En la capitale, Joseph se retrouve au milieu d'une foule de valets de ville très avertis des choses du monde, mais malgré leurs mœurs dévoyées et les insinuations libidineuses de Lady Booby, il préserve non sans mal sa totale intégrité. Au bout d'une année environ, Sir Thomas meurt, ce qui laisse le champ libre à sa veuve pour poursuivre et intensifier ses assiduités amoureuses envers lui, que sa naïveté première l'empêche d'ailleurs de comprendre et auxquelles il est bien en peine de répondre. Dans une lettre à sa sœur Pamela, il laisse entendre qu'il lui paraît impossible qu'une femme d'un tel rang social puisse en aucune façon s'intéresser à un vulgaire serviteur. Mais bientôt, c'est une autre invitation séductrice qui lui est faite, cette fois émanant de Mrs Slipslop, la gouvernante de la maisonnée, déjà d'un certain âge et d'une laideur caractérisée.
Lady Booby envoie chercher Joseph et tente une fois de plus de le séduire, mais rien n'y fait : furieuse de sa résistance, elle se résout à mettre un terme à son engagement. Assaillie bientôt par l'insidieuse maladie de l'indécision, elle est torturée par le doute, car il n'est pas trop tard pour faire machine arrière et garder auprès d'elle ce jeune homme si attirant ; mais non, les gages sont finalement versés, les lettres de recommandation remises par cet avare de régisseur qu'est Peter Pounce. Le valet renvoyé commence à se poser lui aussi des questions : son ancienne maîtresse jouirait-elle de toute sa santé mentale ? Ne serait-elle pas affligée d'une tendance à la lascivité ? De toute façon, il se sent soulagé d'avoir échappé à tant d'empressement et d'avoir recouvré sa liberté.

### L'errance de la route et ses aléas
Il se met donc en route pour rejoindre la paroisse de sa province et se réjouit d'avance d'y retrouver sa petite fiancée, la laitière Fanny Goodwill, qui est analphabète mais qu'il aime d'amour tendre.

#### Laissé pour mort et rencontre de qui on n'attendait pas

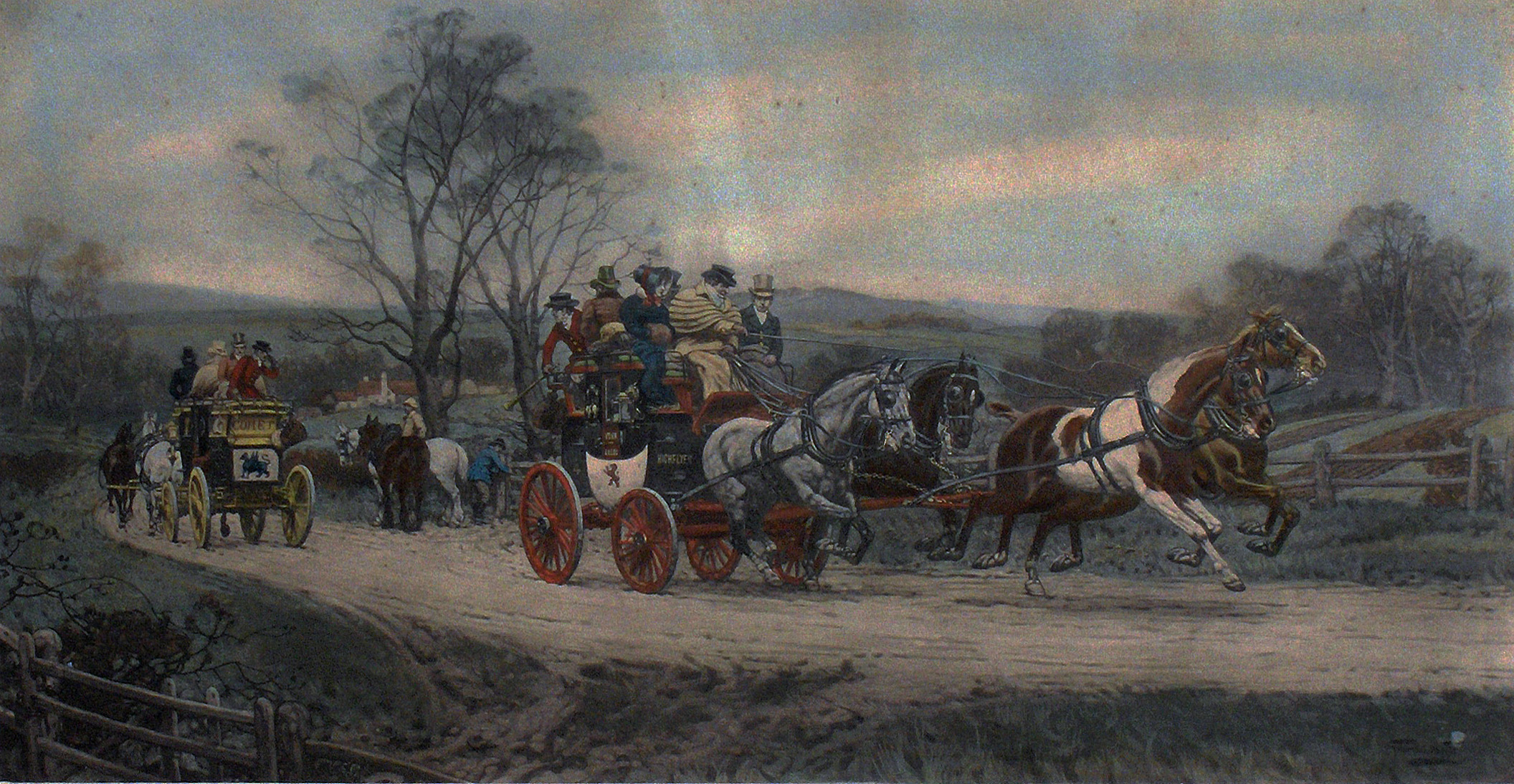
Sur la route : cavalier, voiture et diligence en Angleterre (première moitié du XIXe siècle).

Lors de sa première nuit en chemin, il tombe sur deux voyous qui se jettent sur lui, lui dérobent ses précieuses possessions et le laissent pour mort, nu dans un fossé. Voici la diligence qui approche, bondée de passagers veules et hypocrites qui, ne pensant qu'à leurs petits soucis, n'admettent Joseph à bord qu'après avoir entendu un voyageur juriste leur expliquer que vu l'état du jeune homme, ils risquent d'être poursuivis pour non assistance à personne en danger s'il lui advenait de décéder. On emmène le mourant dans une auberge où une douce femme de chambre, Betty, prend soin de lui et le ramène à la vie malgré l'avis d'un docteur ayant jugé ses blessures fatales.
De fait, dès le lendemain, le fâcheux pronostic médical se voit contredit par la vigueur retrouvée du jeune homme, capable de recevoir la visite d'un homme d'église, Mr Barnabas, et de profiter de la pingre hospitalité de Mrs Tow-wouse, l'épouse de l'aubergiste. Se présente un autre membre du clergé et quelle n'est pas la joie du convalescent lorsqu'il reconnaît Mr Abraham Adams, en chemin pour Londres où il espère vendre à un éditeur les nombreux volumes de ses sermons. Ce gentil pasteur lui procure plusieurs repas conséquents, mais ayant vite épuisé sa maigre réserve de shillings et de pence, il tente sans succès, quitte à laisser ses précieux volumes en gages, de négocier un prêt avec Mr Tow-wouse. Cependant, Mr Barnabas apprenant qu'il s'agit d'un collègue en religion, lui procure une entrevue avec un libraire de sa connaissance qui, s'il accepte de le représenter dans le monde de l'édition londonien, explique qu'il n'a pas intérêt à commercialiser des sermons ; la discussion s'éternise sans plus de résultats lorsque éclate soudain un vrai charivari à l'autre bout de l'auberge où Betty, repoussée par Joseph, s'est retrouvée dans la couche de Mr Tow-wouse en personne.
Mr Adams finit par se faire prêter de l'argent par le postillon d'un carrosse de passage ; Joseph et lui sont sur le point de partir lorsque le pasteur se rend compte qu'il a laissé ses précieux sermons chez lui et qu'il n'a plus aucune raison de se rendre à Londres. Les voyageurs décident de monter le cheval d'Adams tour à tour, et après un départ cahoteux, les voici sur le chemin du retour, Adams en diligence, Joseph en selle. Adams est tout oreilles lorsqu'en voyage il entend raconter l'histoire de Leonora qu'a abandonnée son amant. À l'auberge suivante, Joseph se dispute avec le patron mal embouché et sa femme. À leur départ, Adams, plus étourdi que jamais, oublie le cheval et s'en va à pied. En route, il fait la rencontre d'un chasseur à l'affût de perdrix qui lui vante les mérites du courage, sur quoi le vantard s'enfuit à toutes jambes avec son fusil lorsqu'une femme se voit soudain agresser non loin d'eux ; Adams, lui, se jette sur le malfaiteur et le rosse avec tant de vigueur qu'il en arrive à craindre pour sa vie. Mais se présente un groupe de jeunes gens et aussitôt, le moribond se redresse et accuse le pasteur et la femme de l'avoir battu pour le voler ; les nouveaux arrivants, trop heureux d'une possible récompense, se saisissent aussitôt des présumés coupables et les traînent manu militari devant le juge local. Pendant le trajet, Adams et la jeune femme se reconnaissent : elle n'est autre que Fanny Goodwill, la chérie de Joseph, partie à sa rencontre après avoir appris sa mésaventure avec les bandits de grand chemin.

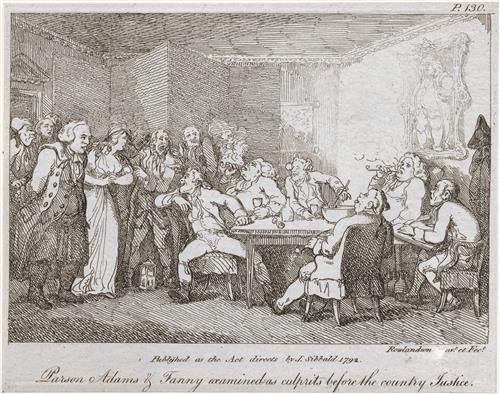
Le pasteur Adams et Fanny comparaissent devant le juge.

Le juge de paix n'est pas très consciencieux et est sur le point de jeter les malheureux derrière les barreaux quand un badaud reconnaît Adams et témoigne de son honnêteté, de son appartenance au clergé et de sa qualité de gentleman. Aussitôt, le magistrat fait machine arrière, prononce un non-lieu, mais sans mettre la main sur le véritable assaillant qui a déjà pris la poudre d'escampette. Adams et Fanny se remettent enfin en route jusqu'à l'auberge suivante où les attend Joseph.
La réunion est joyeuse au point que Joseph émet le désir de se marier séance-tenante ; la jeune fiancée et le pasteur préfèrent une union moins précipitée. De toute façon, le petit matin est moins optimiste ; il manque quelques sous pour régler la note et Adams court chez le curé de la paroisse, beaucoup plus argenté. C'est le pasteur Trulliber, plus préoccupé du bien-être de ses porcs que de charité chrétienne, qui le reçoit sans aménité. De retour à l'auberge, Adams ne doit son salut qu'à un colporteur de passage ayant entendu la conversation et qui lui avance la somme nécessaire.

#### L'histoire enchâssée de Mr Wilson

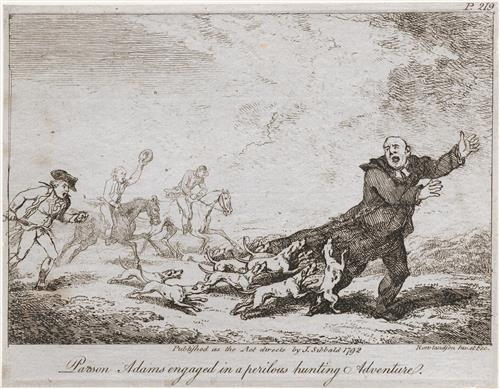
Le pasteur est pris en chasse par la meute du « chasseur d'hommes ».

Quelques milles sur le chemin et les marcheurs rencontrent un squire épris de compagnie qui leur offre l'hospitalité et l'usage de son carrosse mais se rétracte au dernier moment. Adams entretient l'aubergiste de cette étrange façon de se comporter, et c'est pour le narrateur l'occasion d'insérer la longue histoire de ce squire connu pour ses promesses non tenues. La nuit est tombée, mais les voyageurs marchent toujours et trouvent en chemin un faisceau de lumières spectrales qu'Adams prend aussitôt pour une cohorte de fantômes, en réalité, la suite le prouvera, les lanternes d'une bande de voleurs de moutons. Prenant leurs jambes à leur cou, les deux comparses et leur escorte trouvent refuge chez une famille répondant du nom de Wilson. Après le dîner, Mrs Wilson se retire pour la nuit et Mr Wilson en profite pour raconter sa propre histoire, nouvelle insertion digressive dans le récit. À  quelque chose près, sa vie recoupe celle du Rake's Progress (« La Carrière d'un libertin »), que sauvent de la corruption et de la débauche le dévouement et la bonté d'une femme. Wilson ajoute aussi qu'après avoir quitté Londres pour la campagne, son épouse et lui ont perdu un fils enlevé par des gitans. Charmés par cette famille, c'est avec regret que les voyageurs reprennent la route au petit matin, tout en discutant de l'étrange vie de leur hôte d'un soir, ce qui donne l'occasion de disserter sur le vice et la vertu. Lors d'un arrêt pour un repas champêtre et un repos bienvenu, les voici pris à partie par une meute de chiens de chasse ; Adams est en danger et Joseph court à sa défense, bastonant les bêtes sans retenue, ce qui irrite profondément leur propriétaire, un squire que Fielding qualifie de « chasseur d'hommes » (hunter of men), mais qui fond à la vue de la belle Fanny et du coup invite toute la compagnie à le rejoindre en sa demeure pour le dîner.
Ce « chasseur d'homme » est accompagné d'un cortège de grotesques qui harcèlent Adams pendant la soirée et susurrent aux invités qu'ils feraient mieux de s'en aller. De fait le « chasseur » envoie ses domestiques à leur trousse avec mission d'enlever Fanny qu'il a depuis sa rencontre l'intention de débaucher. Les fugitifs sont retrouvés le lendemain matin dans une auberge : s'ensuit une bataille homérique qui se termine par la victoire des assaillants, les défenseurs de Fanny ayant été ficelés à un pied de lit et la belle arrachée à leur compagnie. Mais tout s'arrange : voici que surgissent des serviteurs de Lady Booby qui la reconnaissent et la sauvent des griffes des malfrats. De retour à l'auberge, ils libèrent les prisonniers du pied de lit, ce qui donne à Joseph l'occasion de verser sa bile contre le « chasseur » avant que la petite troupe ne reprenne la route, Mr Adams partageant la voiture du régisseur Peter Pounce qui n'a de cesse de l'insulter au point que le pauvre pasteur décide de poursuivre son chemin à pied aux côtés du cheval portant Joseph et Fanny jusqu'à ce qu'ils parviennent au terme de leur étape.

### Le retour à la campagne: quelques coïncidences salvatrices

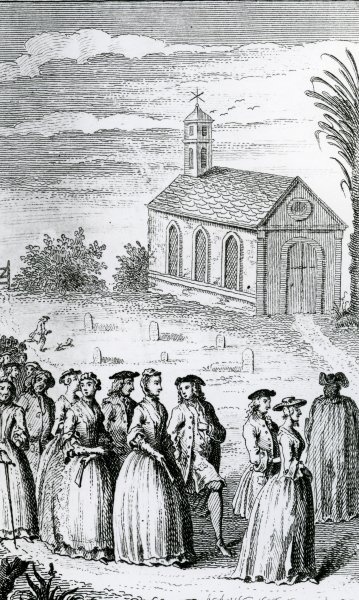
On se rend à l'office du dimanche.

Enfin, c'est le retour dans la paroisse de Lady Booby qui ne tarde pas elle-même à arriver. Pendant l'office dominical, elle entend le pasteur Adams annoncer le prochain mariage de Joseph et Fanny, sur quoi elle le convoque l'après-midi pour le sermonner : elle s'oppose à cette union qui ne conduira qu'à procréer des mendiants à la charge de la paroisse. Adams tient bon et refuse de séparer les amants ; Lady Booby abat son dernier atout, l'homme de loi Scout qui concocte un prétexte légal pour rendre le mariage impossible. De fait, Joseph et Fanny doivent comparaître devant le juge de paix, tout enclin à valider les procédés véreux de la dame.
Un miracle se produit sous la forme d'une coïncidence opportune, l'arrivée du neveu de Lady Booby en personne, flanqué de sa nouvelle épouse qui n'est autre que Pamela, la sœur de Joseph, ce qui invalide les poursuites engagées. L'aimable neveu accompagne Joseph à Booby Hall tandis que Fanny s'en va chez le pasteur Adams. Le lendemain, Lady Booby persuade Mr Booby de se joindre à elle pour dissuader Joseph dans son entreprise. Entretemps, Fanny se promène près de Booby Hall et soudain subit les assauts d'un gentleman -miniature nommé Beau Didapper. Impuissant à parvenir à ses fins, il délègue son office à un domestique et s'en va de ce pas. Mais Joseph intervient bientôt avant que le domestique n'ait pu aller très loin. Les deux amants se rendent alors chez Adams qui se lance dans un grand discours sur l'excès d'attachement envers autrui et recommande la modération dans celui que porte Joseph à sa jeune fiancée. À peine a-t-il terminé son homélie qu'on vient lui annoncer la terrible nouvelle que son plus jeune fils s'est noyé dans la rivière. La modération qu'il vient de prêcher n'opère pas chez ce père désolé qui pleure son enfant à chaudes larmes. Mais voici que le noyé apparaît au pas de course, sauvé des eaux par le gentil colporteur qui avait naguère prodigué son aide à l'auberge. Adams est fou de joie, n'a de cesse de remercier ce deus ex machina, puis reprend le cours de ses recommandations ; Joseph essaie bien de lui faire valoir ses propres contradictions en la matière, mais rien n'y fait : le pasteur campe sur ses positions.
Entretemps, Lady Booby complote de se servir de Beau Didapper, réputé expert en manigances amoureuses, pour briser l'union entre Fanny et Joseph. Elle l'emmène en compagnie de Mr Booby et de Pamela chez le pasteur Adams où le dandy de service s'emploie aussitôt à courtiser Fanny sans façon, ce qui suscite le dégoût de la jeune fille et la colère de Joseph. Lorsque l'aréopage des Bobby tente de dissuader le jeune héros de gaspiller son temps à séduire la laitière, les deux amants prennent la porte en se jurant de ne plus jamais avoir affaire avec les détracteurs de leur amour.

#### La première révélation et quelques quiproquos
Joseph, Fanny, le colporteur et la famille Adams dînent dans un bar à bière et le colporteur révèle qu'il a découvert qu'en réalité Fanny est la fille longtemps perdue de Mr et Mrs Andrews, ce qui en fait la sœur de Joseph. De retour à Booby Hall, la dame du manoir se réjouit de cette nouvelle et tous s'assemblent dans le hall où Mr Booby conseille à chacun de garder son calme et de réserver son jugement jusqu'au lendemain, car Mr et Mrs Andrews sont attendus et seront sans aucun doute à même d'éclairer la compagnie sur cet apparent imbroglio.
La fin de soirée est à la fois tumultueuse et cocasse : Beau Didapper part à la recherche de la couche de Fanny, mais se glisse par erreur dans celle de Mrs Slipslop qui se met à crier et appelle au secours ; sur quoi surgit Abraham Adams qui, tandis que le coupable se faufile inaperçu, commence à rosser la pauvre femme, puis se retrouve dans son lit où le surprend Lady Booby qu'a alertée le charivari. Le quiproquo se dissipe bientôt, mais en chemin pour regagner sa chambre, Adams se trompe de couloir et finit dans celle de Fanny où Joseph le découvre au petit matin. D'abord très fâché, le jeune homme comprend vite que seules l'étourderie et l'obscurité ont pu conduire son mentor à tourner dans la direction opposée.

#### Deux autres révélations en cascade, tout est donc bien qui finit bien
Laissés seuls, Joseph et Fanny se jurent mutuellement un célibat absolu si jamais la révélation du colporteur est avérée. Mr et Mrs Andrews arrivent comme prévu au cours de la matinée et s'il se confirme que Fanny est bien leur fille volée au berceau, il apparaît aussi que Joseph n'est pas leur enfant, mais le bébé qui a été substitué à une petite fille lors d'un rapt. Soudain, le colporteur retrouve un souvenir lointain : il a entendu dire que les Wilson avaient eux aussi perdu un nourrisson dans de mystérieuses conditions ; ce bébé portait une marque distinctive sur le torse, très exactement la même que celle que Joseph exhibe sur le sien. Mais justement, voici Mr Wilson qui franchit le portail de Booby Hall et père et fils se retrouvent avec bonheur dans la joie générale.
Lady Booby exceptée, la compagnie prend sur le champ le chemin de la résidence de campagne de Mr Booby ; en route, Joseph et Fanny mettent au point les réjouissances de leur union qui est bientôt célébrée. Mr Booby alloue une petite fortune à la mariée, confie au pasteur une paroisse florissante qui le rétribue généreusement et nomme le colporteur responsable de l'octroi local. Quant à Lady Booby, elle retourne à Londres où elle poursuit ses frasques amoureuses.

## Personnages
Les personnages de Joseph Andrews sont au nombre de trente-neuf, sans compter la foule des anonymes apparaissant au cours des pérégrinations du héros. La majeure partie d'entre eux ne joue pas un rôle primordial dans l'action tout en la servant incidemment. Le noyau central comporte deux protagonistes masculins, le héros Joseph et son fidèle protecteur le pasteur Adams ; autour de cette paire gravite le chœur des tentatrices, des prédateurs ou intrigants, Lady Booby, Mrs Slipslop, Peter Pounce, Beau Didapper. Deux jeunes filles chastes complètent le groupe, Fanny Goodwill, l'amour de Joseph, et Pamela, figurante servant à rappeler le personnage de Richardson.

### Recensement
Fielding couvre un champ social assez vaste, quoique non exhaustif. Certains personnages ne sont que des silhouettes passant au gré du voyage des protagonistes. Tous jouent un rôle, ne serait-ce que mineur, à un moment précis, mais chacun prend sa part de l'élaboration du schéma général.

#### Personnages principaux

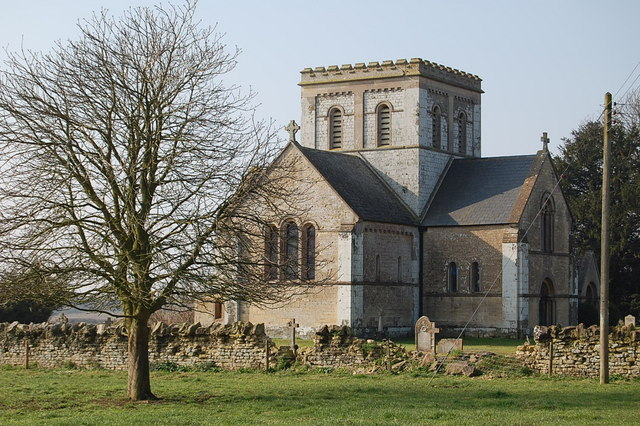
Église paroissiale de East Stour (Dorset), où Fielding a rencontré le pasteur William Young.

- Joseph Andrews, frère, semble-t-il, de l'héroïne éponyme du roman de Samuel Richardson, est un jeune homme viril de vingt-et-un ans, au physique avantageux et, comme son homonyme biblique[5], doué de toutes les qualités, en particulier d'une inébranlable vertu que pourtant Lady Booby, dont il est le valet de pied, s'emploie en vain à corrompre. Protégé par Mr Abraham Adams, il reste fidèle à sa bien-aimée Fanny Goodwill. Jeté à la rue, il commence une longue errance de Londres à la campagne où il a pour projet d'épouser Fanny.
- Mr Abraham Adams, la cinquantaine, vicaire de la paroisse de Lady Booby, responsable d'une famille de six enfants qu'il élève avec son épouse sur ses maigres émoluments annuels de 23 £. Cet excellent homme (good-natured man), ignorant des voies du monde, demeure naïvement étourdi et impécunieux, une sorte de « Don Quichotte chrétien »[6], qui voit la vie à travers les œuvres classiques dont il est féru et l'exemple de la Bible. Aux yeux des contemporains de Fielding, son personnage était modelé sur le révérend William Young, ami de l'auteur depuis les années passées à East Stour dans le Dorset[6]. Très vite, il remarque l'intelligence et l'intégrité morale de Joseph, ce qui l'incite à favoriser sa relation avec Fanny et même  à l'accompagner pendant presque tout son périple. Sa hauteur morale et son ardeur bienveillante le haussent pratiquement au rang de protagoniste, presque au même titre que son protégé. Son caractère généreux, son don de soi et son érudition classique et biblique en font l'un des personnages les plus remarquables créés par Fielding[7].
- Fanny Goodwill, belle laitière de dix-neuf ans passant pour orpheline, et qui, éprise de Joseph, résiste à plusieurs pressions insistantes d'intrus mal intentionnés et réussit, comme son héros, à préserver sa chasteté.
- Sir Thomas Booby, récemment décédé, ancien maître de Joseph et protecteur du pasteur Adams. Les personnages l'ayant connu gardent le souvenir d'un homme de bonne foi mais non d'une totale vertu. Ayant promis à Adams une pension de clerc en échange de son aide pour briguer un siège au Parlement, il en est finalement dissuadé par son épouse.
- Lady Booby, veuve de Sir Thomas, que le chagrin pousse à jouer de grosses sommes aux cartes et à faire sans vergogne des avances à ses serviteurs. Particulièrement entichée de son valet de pied, le jeune Joseph Andrews, elle est déchirée entre cette attirance envers un domestique et l'humiliation de se voir rejetée. À elle seule, elle incarne toutes les failles de la classe supérieure, snobisme, égoïsme, manque effronté de retenue. Ajouté à cela, elle est sujette à de brusques et profonds changements d'humeur.
- Mrs Slipslop, âgée de quarante-cinq ans, domestique en chef chez les Booby, dame de compagnie de Lady Booby, à la fois hideuse et sexuellement vorace, qui, comme sa maîtresse, a jeté son dévolu sur Joseph. Fille d'un membre du clergé, elle annonce la Mrs Malaprop de Sheridan par ses habitudes langagières aussi affectées qu'inappropriées[8].
- Peter Pounce, majordome de Lady Booby, qui pratique l'usure à l'égard des autres membres de la domesticité et se donne des airs de capitaliste prospère et parvenu. Il aurait été inspiré par l'usurier Peter Walter, notoirement connu pour ses taux de prêt exorbitants et avant Fielding, déjà proie de la satire de Pope[6].
- Mr Booby, neveu de Sir Thomas, adapté du personnage de Mr B. dans Pamela ; comme lui, c'est un squire plutôt snob qui, après l'avoir beaucoup sollicitée mais en vain, finit par être sensible à la vertu de sa servante Pamela Andrews, connaît la rédemption et l'épouse.
- Pamela Booby, née Andrews, l'héroïne de Richardson, domestique de Mr Booby, neveu de Sir Thomas. Belle et chaste jeune fille, elle est la sœur de Joseph qui, encouragé par son exemple, résiste avec une force accrue aux avances de plus en plus explicites de Lady Booby. Pamela, d'abord victime de celles de Booby, est devenue en récompense de sa constance vertueuse celle qu'il appelle désormais « sa dame » (his Lady)[6].
- Un colporteur (A Pedlar), qui, alors que le riche pasteur Trulliber ferme sa bourse à son frère d'église, le pasteur Adams, en mal de payer son dû dans une auberge, vide la sienne pour lui venir en secours. Il réapparaît plus tard en sauveur de son fils préféré en perdition dans la rivière. Il joue un rôle important dans l'intrigue, puisque c'est lui qui révèle au moment opportun le secret de la véritable parenté de Joseph et de Fanny.
- Mr Wilson et sa famille, gentleman qui, après une jeunesse turbulente, s'est retiré des vanités citadines avec femme et enfants pour vivre à la campagne dans la simplicité et la vertu. Son opulence de naguère s'est dissipée au fil de ses frasques londoniennes et c'est Harriet Hearty, ensuite devenue son épouse, qui l'a sauvé de la prison pour dettes. Joseph, Fanny et le pasteur Adams trouvent refuge en son domicile lors de leur voyage de retour, et, en une digression rompant provisoirement l'action, Wilson profite de cette visite pour faire le récit de son rake's progress, c'est-à-dire, de l'histoire de son cheminement moral du statut de roué à celui d'homme de bien. Il sera plus tard révélé que Joseph n'est autre que son fils aîné, naguère kidnappé au berceau par un gitan.

#### Personnages secondaires
Cette section est en grande partie inspirée de : « Liste des personnages » (consulté le 27 mars 2015) et de Martin C. Battestin 2000, p. 275-278.

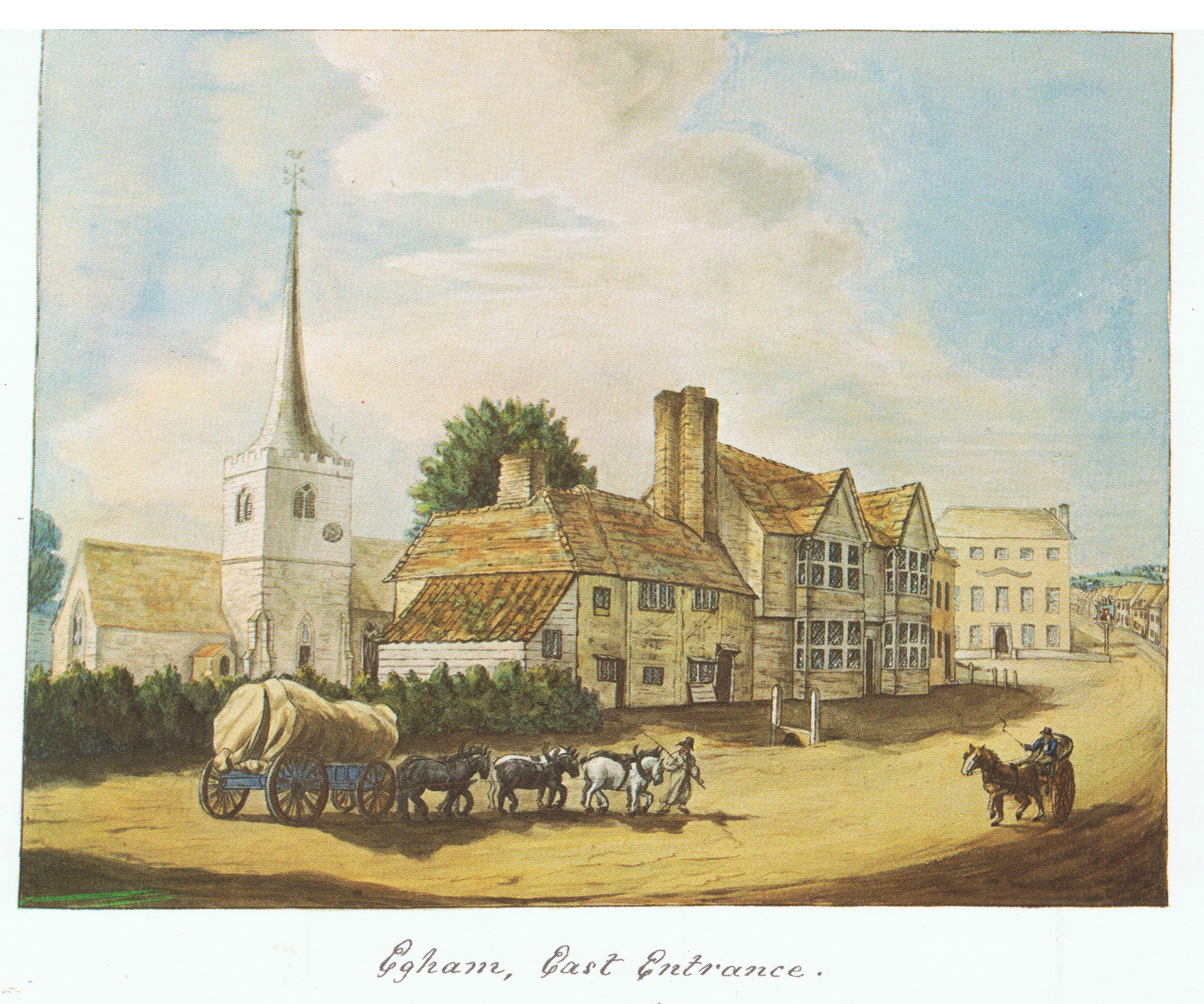
Porte est d'Egham (re.1817).

- Lady Tittle et Lady Tattle (I. iv), commères[N 4] de haut rang qui observent et commentent l'évident penchant de Lady Booby pour Joseph.
- Timotheus (I, x), en réalité Timothy Harris, joyeux tenancier de l'« Auberge du Lion Rouge » (Red Lion Inn) à Egham dans le Surrey.
- Voyageurs de diligence (I, vii), apparaissant lors d'un épisode qui donne à Fielding l'occasion de raconter sa version de la parabole du Bon Samaritain (Luc, 10, 25-37) : de tous les passagers ou hommes de service, un homme de loi, une dame et son valet de pied, deux messieurs, le cocher et son postillon, seul ce dernier, le plus pauvre de tous, se révèle capable de charité à l'égard de Joseph qui vient d'être dévalisé par un couple de bandits, battu et laissé pour mort sur le bord de la route.
- Deux voyous (I, xiv), bandits de grand chemin qui dépouillent Joseph le premier soir de son voyage, le laissant nu et pour mort au bord du chemin dans la nuit. L'un d'eux, appréhendé et enfermé dans une pièce de l'auberge, s'évade par la fenêtre.
- Officier de police (a constable) (I, xvi), sensible aux pots-de-vin.
- Couple de voyageurs (II, iii), en réponse à une question posée par le pasteur Adams, ils donnent des versions fort différentes de la personnalité d'un gentleman du voisinage.
- Dame dans la diligence (II, iv) qui raconte l'histoire de Leonora.
- Mrs Minegrave (Graveairs) (II, iv), hautaine et pudibonde passagère de la diligence, qui refuse de voyager en compagnie d'un valet de pied, alors qu'elle se révèle être fille d'une domestique et elle-même servante.
- Le chasseur patriote (II, vii), gentleman de sortie pour tirer des faisans qui, après avoir dénoncé la poltronerie de l'armée lors de la guerre avec l'Espagne, prend ses jambes à son cou lorsque Fanny est attaquée et laisse le pasteur Adams seul face au ravisseur.

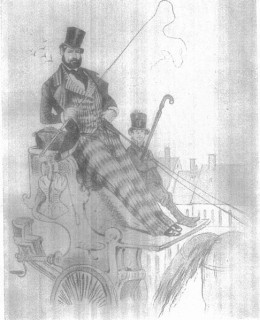
Joseph près du bon postillon de la diligence après son départ.

- Postillon (Postillion), postillon d'une diligence qui prête sa cape à Joseph grelotant dans le froid nocturne après l'agression dont il a été victime.
- Mr Tow-wouse (I, xii), patron et maître de l'Auberge du Dragon (Dragon Inn) où Joseph se repose après avoir été attaqué par les bandits. Il se prépare à prêter l'une de ses chemises au jeune homme lorsque son avaricieuse épouse l'en empêche. Il est plus tard découvert au lit avec la femme de chambre Betty.
- Mrs Tow-wouse, frugale, avare et mégère, elle est l'épouse du précédent.
- Betty, la femme de chambre de Mr et Mrs Tow-wouse, les aubergistes. Elle prend soin de Joseph avec sollicitude, ce qui révèle sa bienveillance naturelle ; cependant, sa voracité sexuelle la pousse à entreprendre des soins d'une tout autre nature à son égard, ce qui se finit assez mal.
- Chirurgien (Surgeon) (I, 12), qui prend soin de Joseph à l'auberge et s'exprime en un jargon sesquipidelien pour masquer son ignorance et son incompétence.
- Mr Barnabas (I, 12), homme d'église plutôt porté sur le punch, mais qui soigne Joseph jusqu'à sa guérison, tout en entretenant une interminable discussion avec le pasteur Adams sur les mérites respectifs de la foi et des bonnes œuvres.
- Libraire (Bookseller), le libraire ami de Mr Barnabas, qui refuse de représenter Mr Adams, auteur de plusieurs volumes de sermons dans la jungle de l'édition londonienne.
- Tom Suckbribe, l'agent de la police qui laisse s'échapper le bandit emprisonné, peut-être par intérêt.
- Leonora, n'apparaît que dans l'histoire qui est racontée par une passagère de la diligence ; recluse dans une grande demeure sise sur la route de la diligence, femme de peu de jugement ayant quitté le brave et courageux Horatio pour le frivole mais argenté Bellarmine avant d'être rejetée à son tour.
- Horatio, valeureux homme de loi qui s'est vu repoussé par Leonora au profit du riche dandy Bellarmine.
- Bellarmine, cavalier dandy, d'abord attiré par la beauté de Leonora qu'il conquiert aux dépens d'Horatio avant de la rejeter lorsque le père de la jeune fille lui refuse la dot.
- Le père de Leonora, vieil avare qui refuse de doter sa fille.
- La tante de Leonora, qui la chaperonne et lui conseille de privilégier l'argent au sentiment.

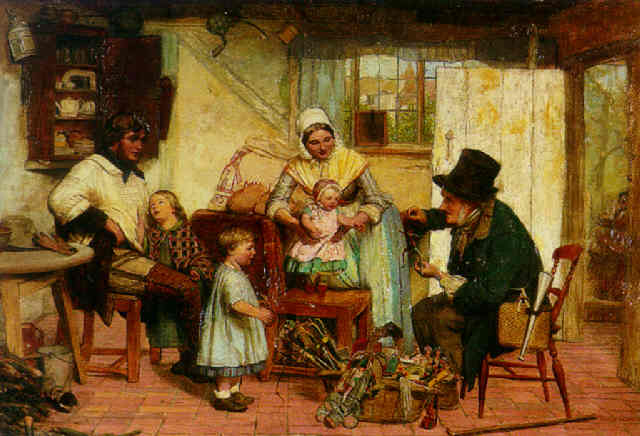
Le colporteur de jouets (David Henry Friston).

- Colporteur (Pedlar), personnage remarquable servant d'agent de la Providence puisqu'il lui est donné de régler un impayé laissé par Adams à l'auberge, de sauver son fils de la noyade et de résoudre le mystère des naissances respectives de Fanny et de Joseph.
- Pasteur Trulliber (Parson Trulliber) (II, xiv), curé de campagne plus préoccupé des cochons qu'il élève que de ses paroissiens ; bien que farouche défenseur des préceptes de l'Évangile, il refuse d'aider son frère en religion, le pasteur Adams, lorsque ce dernier manque d'argent pour régler sa note d'auberge.
- Mrs Trulliber, son épouse qu'il écrase de sa morgue.
- Le Chasseur d'hommes (The Hunter of men), également appelé Un squire-rôti (A Roasting Squire) (III, vi) qui, après avoir lâché sa meute sur Adams, fait mine de se repentir en offrant l'hospitalité aux voyageurs, alors qu'il n'a que l'intention de kidnapper Fanny et de régaler les parasites qui l'entourent en se moquant du naïf pasteur.
- Capitaine (Captain), ami du squire chasseur d'hommes, qui kidnappe Fanny sur son ordre, mais est lui-même arrêté par les domestiques de Lady Booby.
- Poète (Poet), autre ami du squire et dramaturge raté.
- Charlatan (Quack-Doctor), ami du squire qui se moque de la pédanterie d'Adams en lui jouant un tour d'inspiration socratique.
- Prêtre (Priest), disserte sur la vanité des richesses avant de demander à Adams de régler son dû à l'auberge.
- L'Homme de loi James Scout (Lawyer James Scout) (IV, ii), homme de loi local qui explique à Adams que Joseph a suffisamment travaillé pour avoir droit à un logement (setlement)[N 5] dans la paroisse de Lady Booby, puis conspire avec cette dernière pour le faire exclure avec Fanny.
- Beau Didapper (IV, vii), petit fat effronté et sans scrupule jouant au dandy, hôte de Lady Booby, qui lorgne sur Fanny, lui fait plusieurs propositions en vain et complote de l'enlever pendant son sommeil. Il est probable que ce personnage ait été inspiré par l'Honorable Baron Lord Hervey, membre du Conseil privé (Privy Council)[9].

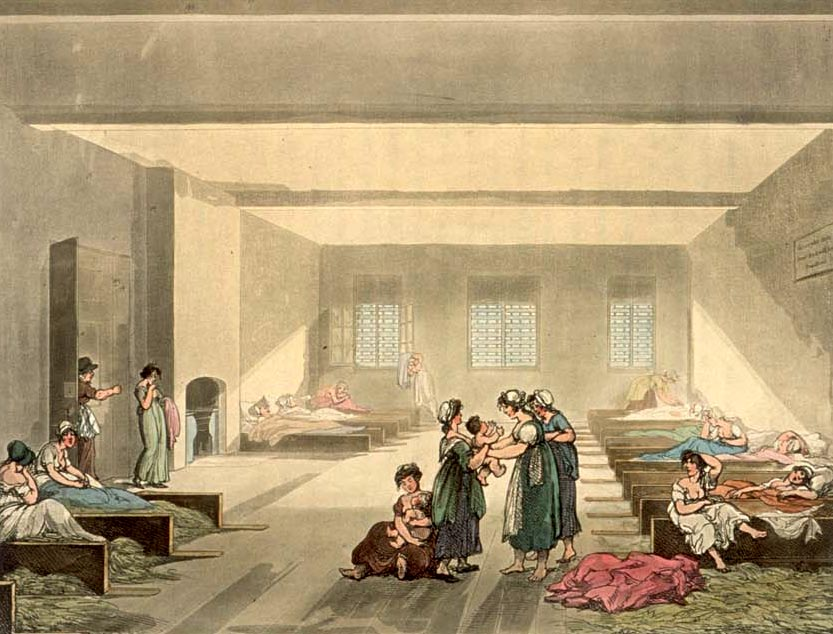
La Pass Room de Bridewell d'après Ackermann, Microcosme de Londres (1808–1811), dessiné par Thomas Rowlandson et Auguste Charles Pugin. Les mendiants pouvaient être emprisonnés pendant sept jours avant d'être renvoyés dans leur région d'origine. Ici, la salle des indigentes.

- Pimp, l'un des domestiques de Beau Didapper qui essaie de persuader Fanny d'accepter les avances de son maître, puis se hasarde à tenter lui-même sa chance auprès d'elle.
- Mrs Adams (IV, viii), épouse du pasteur Adams et mère de ses six enfants, excellente personne au goût de son mari, quoique trop « économiquement rigide », ce qui se justifie par les maigres émoluments qu'il reçoit chaque année, 23 £. Quoique portée à harceler son mari, elle reste très sensible à son tempérament affectueux.
- Dicky Adams (IV, ix), fils de Mr et Mrs Adams que Pedlar sauve de la noyade. À la demande de son père, il lit l'histoire de Leonard et Paul aux hôtes de ses parents.
- Leonard, marié, qui se dispute souvent avec sa femme alors que Paul, son ami, est reçu chez eux. Paul finit par persuader le mari et l'épouse de céder lors de ces querelles, même s'ils ont tous les deux la certitude d'avoir raison.
- L'Épouse de Leonard (Leonard's Wife), femme du précédent.
- Paul, ami de la famille, adepte de la doctrine de la soumission.

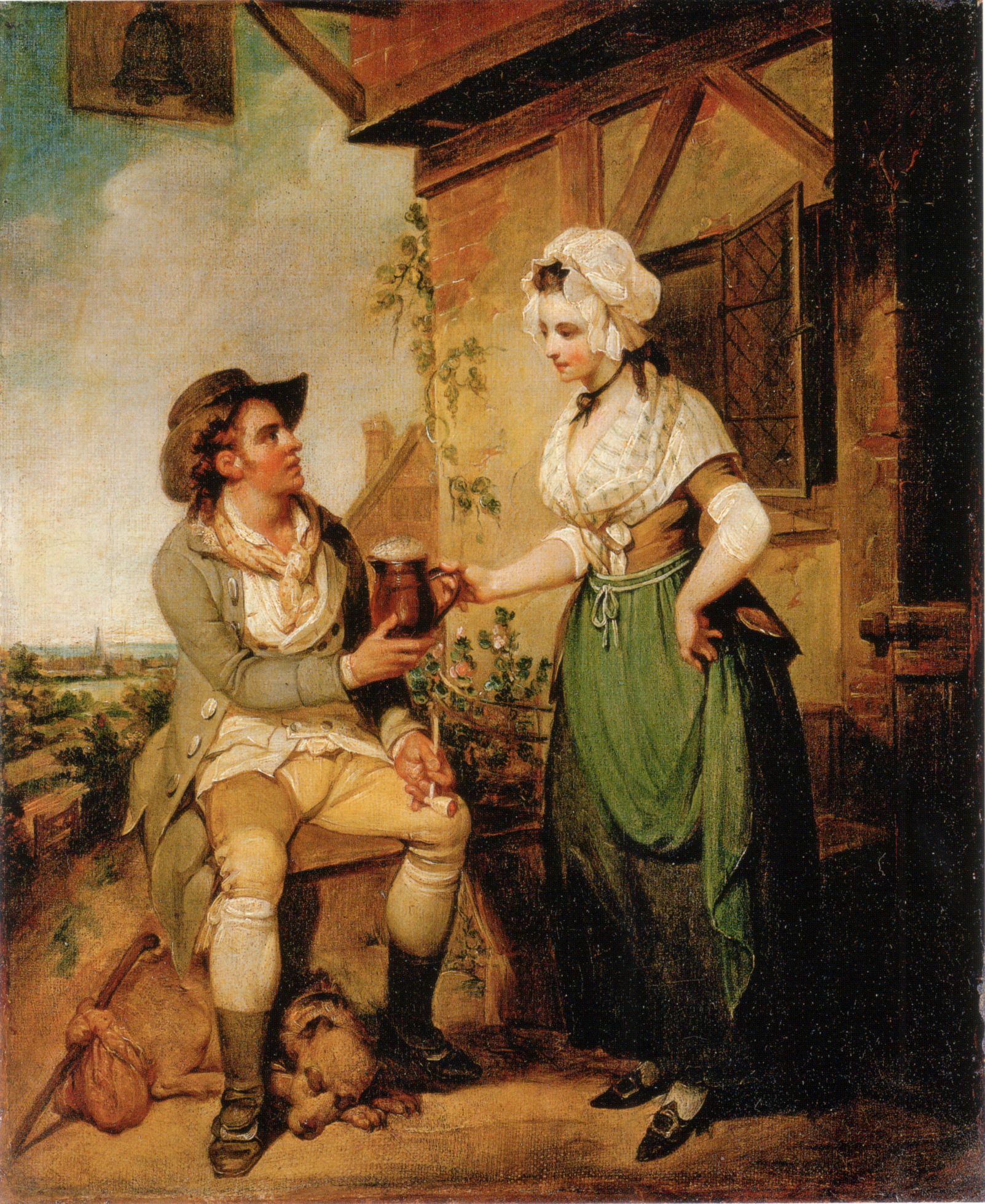
À la porte du bar à bière (Henry Singleton, 1790).

- Le Gentleman à promesses (The Promising Gentleman) (II, xvi), qui promet à Adams et Joseph toutes sortes de bienfaits qu'il n'a aucune intention de leur prodiguer.
- Un tenancier de bar à bière (An Alehouse Keeper) (II, xvi), charitable au point d'annuler la note due par le pasteur Adams mais qui, ancien aventurier des mers, discute âprement avec ce partisan de la culture livresque sur les bénéfices apportés par la connaissance du monde.
- Un prêtre catholique (III, viii) (A Roman Catholic Priest), sans le sou, voyageant incognito, qui engage la discussion avec le pasteur sur la vanité et l'inutilité des biens matériels.
- Le poète et joueur (A Poet and Player) (III, ix), acteur raté membre de l'entourage du « squire-rôti », qui fait partie du groupe envoyé pour s'emparer de Fanny à l'auberge, mais qui préfère au dernier moment débattre des mérites relatifs de leur profession avec les domestiques plutôt que de se risquer à l'étage supérieur à affronter les protecteurs de la jeune fille.
- Squire Booby (IV, iv), neveu de Lady Booby et mari de Pamela, qui intervient pour empêcher le juge Frolick d'emprisonner Joseph et Adams à Bridewell.
- Le juge Frolick (Justice Frolick) (IV, v), aussi socialement snob qu'intellectuellement ignare, qui se prépare, de mèche avec Lady Booby, à exclure Joseph et Fanny de la paroisse en les consignant dans une maison de correction, mais qui les libère in extremis lorsqu'il lui est annoncé que leur ami le pasteur est un gentleman.
- Gaffar et Gammar Andrews (IV, xv), gens très pauvres, réputés être les parents de Joseph et de Pamela.

### Caractérisation
Pour la première fois dans la fiction anglaise, un ouvrage présente un tableau de la société rurale, absente, par exemple, de ceux de Defoe, plus intéressé par la ville, et de Richardsson, cantonné dans la sphère domestique. L'expérience de Fielding est plus ample que la leur : de par sa naissance et son éducation, il appartient à la gentry et connaît intimement la campagne pour y avoir longtemps vécu et aussi, parce que ses fonctions de juge de paix l'ont professionnellement confronté à ses divers problèmes. Tel Chaucer dans Les Contes de Canterbury, il se préoccupe du monde contemporain et le mode picaresque qu'il a choisi l'oblige à mettre en scène de nombreux types humains et sociaux.

#### Le périmètre de la vision de l'auteur

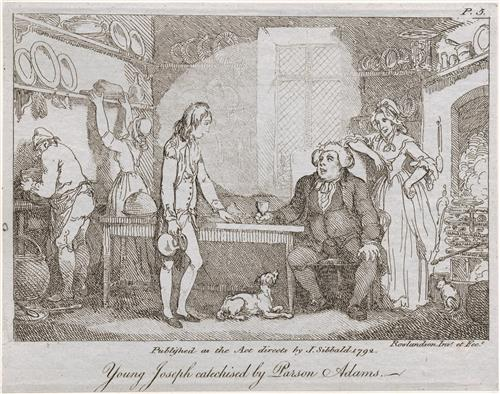
Joseph est catéchisé par le bon pasteur Adams.

Le premier groupe rencontré est celui des trois protagonistes, Adams, Joseph et Fanny. Se pose la question se savoir lequel des deux hommes de l'histoire en est le véritable sujet : Adams domine une bonne partie du livre, mais peu à peu, la stature de Joseph gagne en importance et, comme le titre le donne à penser, il se pose en héros typique de Fielding, annonçant Tom Jones, comme lui jeune homme bien charpenté physiquement et moralement, qui gagne sa maturité après une série d'épreuves. Puis se présente le cercle des londoniens, gravitant autour de la personne de Lady Booby, Pounce, Mrs Slipslop, Pamela et Squire Booby. Enfin, la foule des anonymes, tous individualisés par quelques détails, sans grande importance pour l'action mais reliés d'une façon ou d'une autre au schéma global. Plusieurs - et c'est là une originalité du roman - appartiennent à la même classe ou profession et, de ce fait, deviennent des représentants de certaines catégories sociales : les squires, les pasteurs, curés ou vicaires, les hommes de loi et les juges. Les petits nobles de campagne sont particulièrement nombreux, classés par Dudden en chasseur parieur (wagering sportsman) (I, xvi), juge chasseur de renards (fox-hunting judge) (II, xi), trompeur souriant (smiling deceiver) (II, xv), tyran de village (village tyrant (III, iv), incorrigible farceur (practical joker (III,vii), magistrat sans scrupule (unscrupulous justice (IV, iii, v). Jouent également un grand rôle les aubergistes et les tenanciers de bars à bière, la plupart du temps anonymes, mais d'où émergent les figures contrastées de Tim, brave homme bien élevé, et des Tow-wouse, avares et égoïstes. Les classes les plus humbles sont surtout représentées par les domestiques, le postillon, la femme de chambre Betty, rompant en cela avec la tradition en faisant presque toujours des criminels.

#### La technique de caractérisation
Pour caractériser ces personnages, Fielding utilise une approche externe, le narrateur se tenant à l'extérieur et ne pénétrant jamais dans les consciences. Omniscient, constamment à l'affût des différences entre l'apparence et la réalité, il brosse des portraits abondamment commentés (Adams (II, ii), Mrs Slipslop (I, vi), etc.) Ici encore, la méthode diffère de celle, minutieuse et autonome, de Defoe ou de Richardson qui n'interviennent jamais dans le récit pour clarifier ou expliquer une situation. En homme rompu aux techniques de la scène, il donne aussi une grande importance à l'impact physique, belle allure ou difformité (le nez et le menton de Mrs Slipslop qui se rejoignent comme chez une sorcière), avec quelques attributs scéniques (la pipe et le bâton d'Adams), des noms-étiquettes (Graveairs la prude, Suckbribe, l'avide agent de la paix corrompu), des habitudes de langage (l'usage du patois du Somerset chez les passagers de la diligence, le jargon des juristes, souvent déformé et parfois charabiesque), la gestuelle caractéristique d'une manie (les claquements de doigts d'Adams, ses tours de chambre illuminés (I, xvii)) ou d'une imposture (la prétentieuse Graveairs démasquée par sa façon de tenir l'éventail, l'armature tournée vers elle (I, xii)).
De plus, les personnages sont placés dans des situations destinées à révéler leur vanité et leur hypocrisie, ou au contraire leur générosité et leur esprit de charité. Le confinement de nombreux passagers dans une diligence s'avère particulièrement fructueux à cet égard : lors d'un incident, chacun par sa réaction, se montre tel qu'il est, et les bravaches deviennent soudain veules et poltrons, tandis que les timides et effacés font preuve d'initiative et de courage, Adams et Joseph apparaissant le plus souvent en sauveurs providentiels. Typique de la tradition cervantesque est l'usage des couples, à l'instar du prototype Don Quichotte-Sancho Panza, comme, outre la paire Adams-Joseph, Mr et Mrs Slipslop, Mr and Mrs Tow-wouse, Mr et Mrs Trulliber, enfin Joseph et Fanny.

#### Un moraliste à l'œuvre
En définitive, l'attitude de Fielding est celle d'un moraliste qui, dès le début de leur carrière, octroie à ses personnages un statut moral qui ne variera pratiquement plus, la cosse (husk), comme il écrit lui-même, suffisant à définir le spécimen. Aussi, les bons se démarquent facilement des méchants, le lecteur étant implicitement invité à aimer certains et en haïr d'autres : ou les passions sont nuisibles (la luxure de Lady Booby, de Mrs Slipslop, de Beau Didapper, l'obsession de la gentility chez Slipslop ou Graveairs) ; ou alors la nature humaine est par essence bonne, et rien ne la corrompra (Joseph, Adams, Fanny). Les passions poussées à leur paroxysme conduisent inévitablement à une sorte d'emprisonnement de soi (self-enclosure) hermétique (seul Mr Wilson est un véritable « repenti »). A contrario, l'excès de discipline personnelle (self-control) aboutit à un stoïcisme qui peut s'avérer misanthrope ou comique, comme le laisse à voir l'abondance des sermons d'Adams sur le sujet et, de façon plus directe, sa réaction à la fausse nouvelle de la mort de son enfant.

## Contexte littéraire
Si, au départ, Joseph Andrews a été généré, comme Shamela, par la publication de Pamela de Richardson, si donc l'élément parodique y est premier, le roman s'ancre aussi dans une tradition littéraire et dépasse très vite sa fonction parodique pour devenir un ouvrage multiforme.

### Joseph AndrewsetPamela
Fielding n'ayant pas d'abord identifié Richardson comme l'auteur de Pamela qu'il a attribué à Colley Cibber, il parsème le texte de Joseph Andrews de piques à son adresse, particulièrement à son autobiographie, genre complaisant à ses yeux, d'une subjectivité exacerbée peu compatible avec sa propre esthétique qui vise l'objectivité, comme un peintre décrivant les personnages de l'extérieur sans entrer dans le secret de leurs émotions et les arcanes de leurs impressions (ce dont Richardson nourrit son livre). Quoi qu'il en soit, plus subtilement qu'avec Shamela, c'est bien l'élément parodique qui fonde également ce roman, car beaucoup d'éléments sont empruntés, directement ou non, à la cible : Joseph est le frère de l'héroïne de Richardson ; elle-même apparaît au début et à la fin, après s'être effacée en sa section médiane ; Mr B., son mari, est malicieusement réinterprété en Mr Booby (« M. Simplet ») et se montre au dénouement après avoir convolé. La situation dans laquelle Joseph se voit d'emblée impliqué est celle d'une inversion parodique des rôles et des sexes : tout comme Pamela, la vertueuse servante repoussant les avances de son maître, tandis que Joseph, le chaste valet de pied, rejette celles de sa maîtresse ; d'où des décors communs, le boudoir, la chambre à coucher, la cuisine, la même atmosphère étouffante et renfermée, du moins au début du livre. D'où également, une certaine ironie latente dans la manière dont Pamela est traitée, certes avec une certaine bienveillance, mais parfois non sans ridicule, tant sa vertu paraît surfaite et trop emphatiquement proclamée : par exemple, son opposition au mariage de Joseph avec Fanny, typique de la moralité conventionnelle puisque, non sans snobisme, il paraît inconvenant qu'un potentiel gentleman épousât une servante, est doublement ironique, elle-même ayant convolé avec son maître et Fielding avec sa servante en 1747. De plus, le mode narratif de Richardson se voit lui-même brocardé, quoique par intermittences, Joseph écrivant deux lettres à sa sœur aux chapitres 6 et 10 du livre I, tandis qu'au chapitre 4 du livre IV Horatio et Leonora communiquent par correspondance et Lady Booby se lance dans un long soliloque introspectif.

### Joseph Andrews, fiction multiforme
Très vite, Joseph Andrews se développe en roman autonome. Joseph, l'agent principal de la satire au début du livre, se voit remplacé par Parson Adams qui devient le protagoniste principal de l'action. Désormais, Fielding ne se contente plus de railler le livre d'un autre, mais avance ses propres conceptions de la fiction, sa hiérarchie des valeurs, sa vision de la vie. Certes, la parodie n'a pas disparu mais s'étend à d'autres genres ou modes littéraires, le style épique, le langage poétique conventionnel (poetic diction), les romances héroïques avec leur style ampoulé, leur idéalisme irréel (comme celles de la période élisabéthaine, L'Histoire de Leonora en particulier, située au chapitre IV). Peu à peu, la parodie se fond dans une satire plus ample, s'étendant aux juges de paix, aux squires, aux hommes de loi, aux membres du clergé, aux médecins, en gros dénonçant les abus sociaux du temps, mais en une fresque colorée brossant un panorama élargi de la société anglaise, surtout rurale, du XVIIIe siècle.
Fielding n'est pas seulement un parodiste et un satiriste ; il dépasse ce stade par sa posture morale, car lui aussi a ses moments didactiques, ceux-là mêmes qu'il moquait chez Richardson, plus constants et plus appuyés que les siens, il est vrai. Il a une leçon à transmettre qui, une fois toutes considérations décantées, se résume à une définition de la vertu, d'une santé de la vie, du naturel humain en général. En tout état de cause, il reste un humoriste appliquant le précepte d'Horace : instruire, édifier, tout en plaisant, l'humour adoucissant la prescription : « La poésie veut instruire ou plaire ; parfois son objet est de plaire et d'instruire en même temps ». Il y a là une ambition à la fois comique et éthique, provoquant simultanément le rire et la réflexion. Cette vision est soutenue par un appareil critique très structuré, que présentent au premier chef la préface, mais aussi les chapitres introductifs. En ce sens, Fielding apparaît sans doute comme le premier théoricien systématique du roman et de la fiction en général.
Ainsi, Joseph Andrews se donne à lire comme un ouvrage opérant simultanément sur divers plans et empruntant plusieurs directions, tout à la fois roman d'aventure, récit picaresque, parabole chrétienne, ouvrage moral, manifeste littéraire, pamphlet social, œuvre humoristique. Son unité est réelle, malgré ses multiples digressions, ses histoires enchâssées dans l'histoire, ses excursions didactiques, ses nombreux registres narratifs que Fielding manipule avec un égal succès, l'idiome populaire, les jargons techniques, la langue théologique, la diction héroïque, l'imagerie et la métaphore épiques. Pour autant, Joseph Andrews n'est en rien un composite, un mélange d'éléments hétéroclites, mais une œuvre d'art cohérente, cimentée par sa vision centrale.

### Joseph Andrewset la tradition réaliste

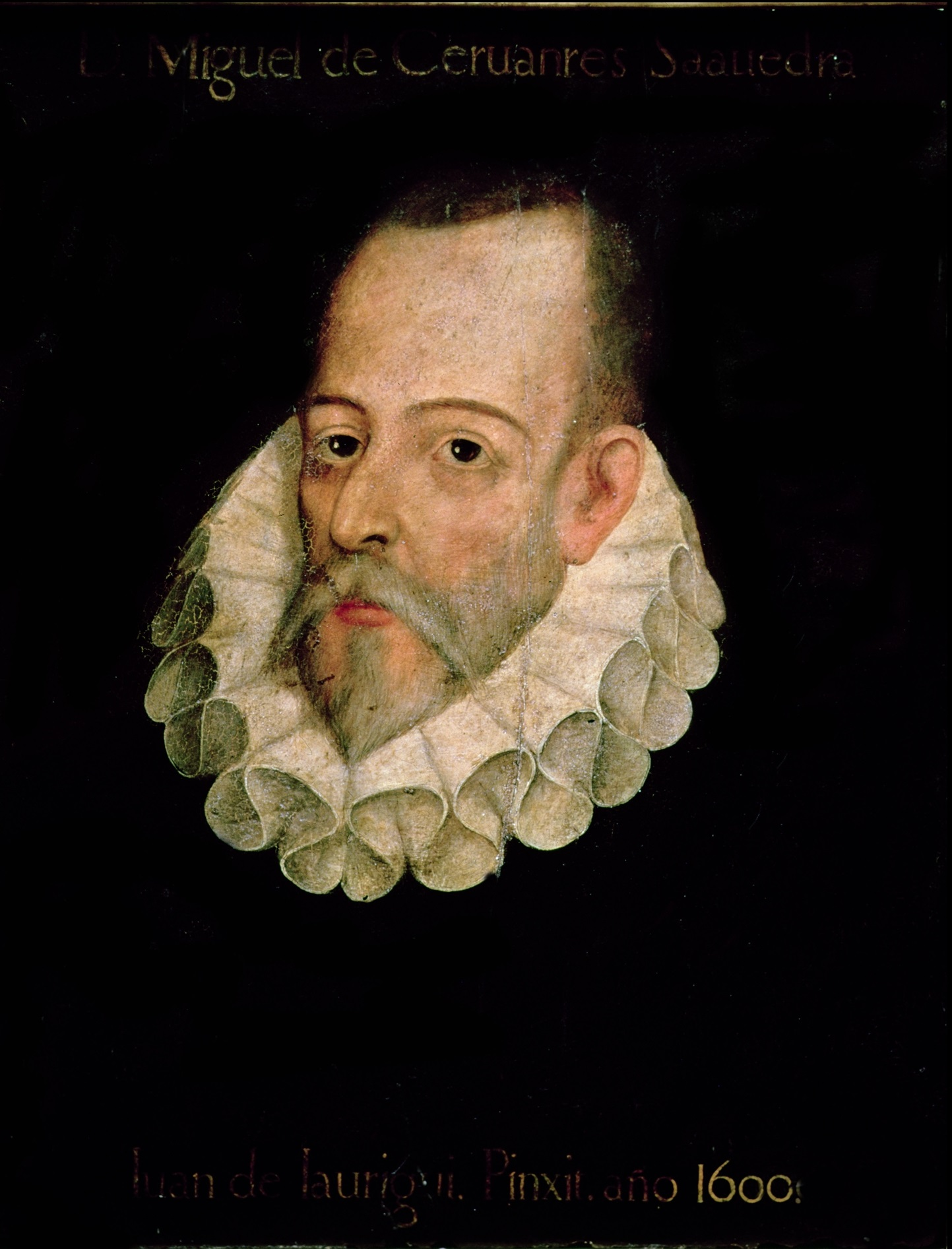
Cervantes, peut-être par Juan de Jauregui y Aguilar, 1600.
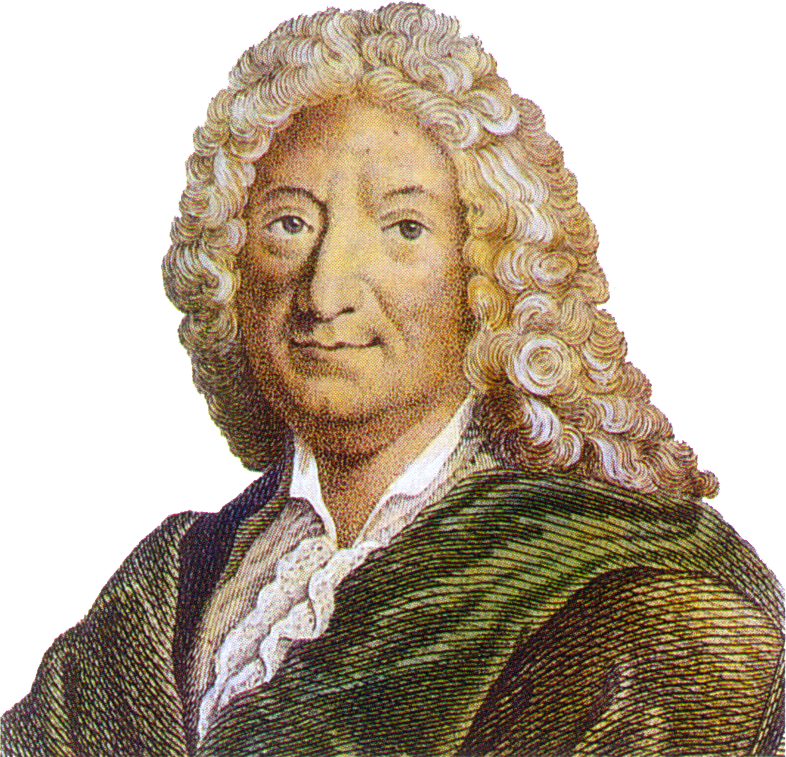
Lesage, anonyme.
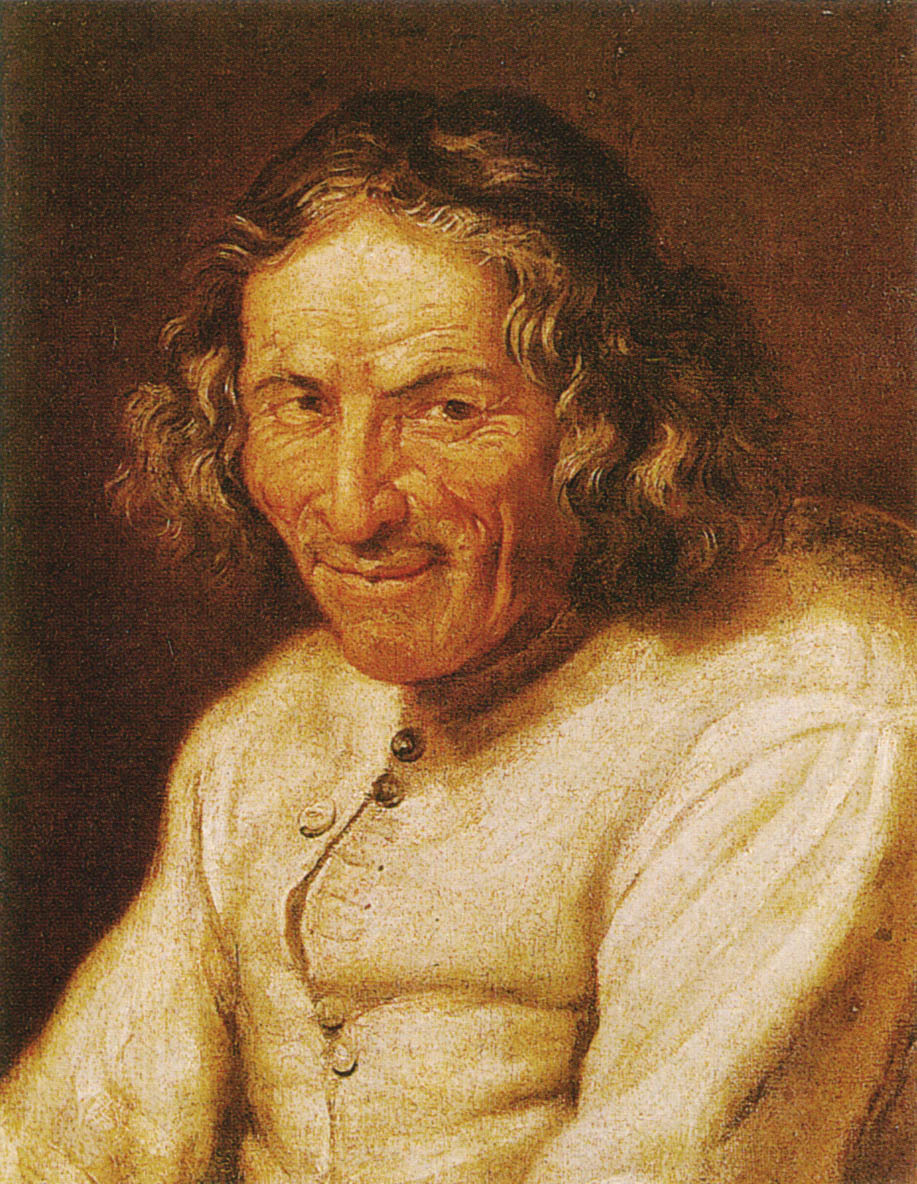
Paul Scarron, anonyme.
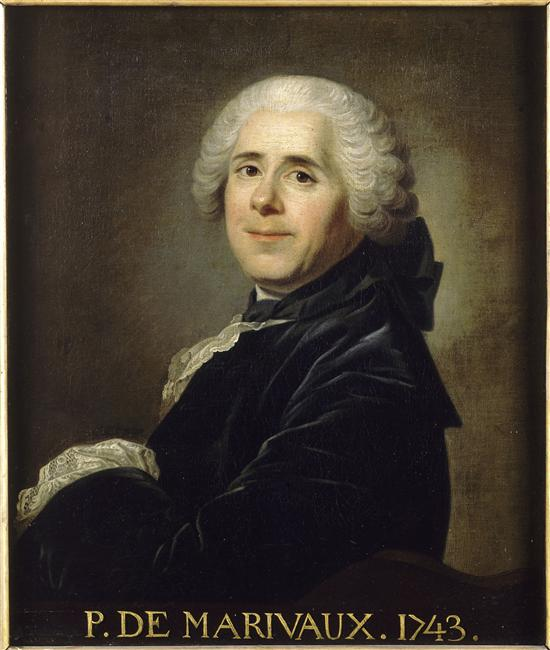
Marivaux, d'après Louis-Michel van Loo.
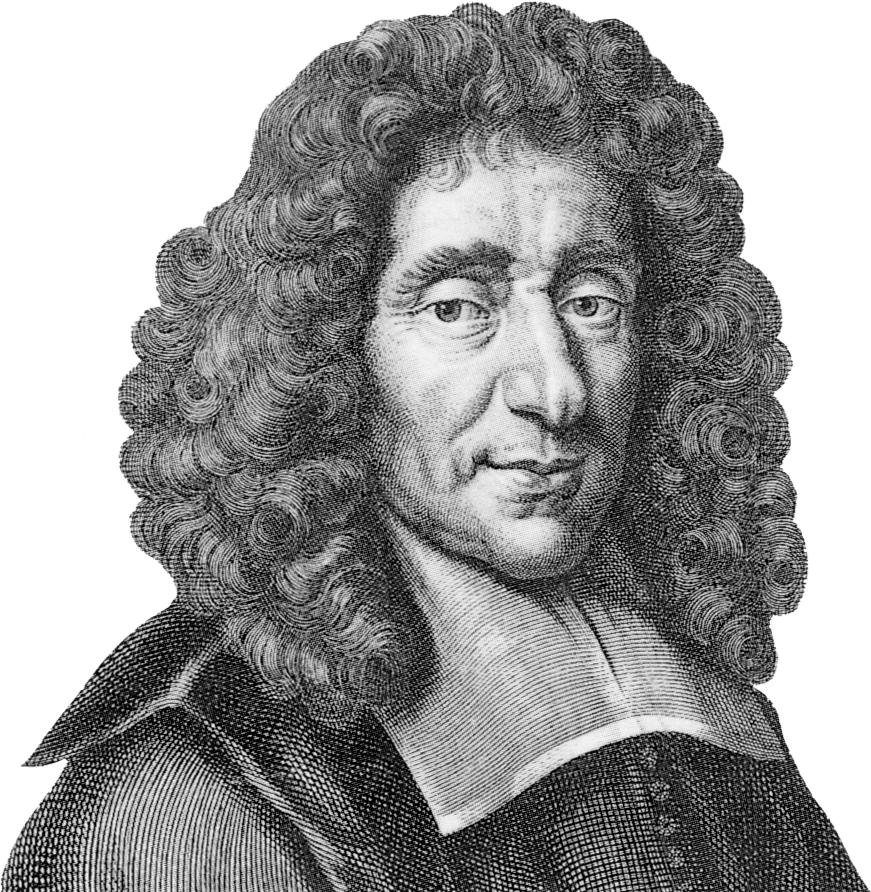
Furetière, anonyme.

Le sous-titre, « en imitation de la manière de Cervantes » renvoie d'emblée à la tradition picaresque, celle de Don Quichotte et aussi de Gil Blas de Santillane de Lesage (1715) ; de plus, certaines allusions au Roman comique de Scarron (1651), voire au Paysan parvenu de Marivaux et au Roman bourgeois de Furetière (1666),, renforcent cet aspect. En effet, il s'agit de la vie et des aventures de personnages prétendument de chair et de sang, lâchés dans un monde réel, la campagne anglaise, la route et son environnement, voyage géographique et pèlerinage intérieur.

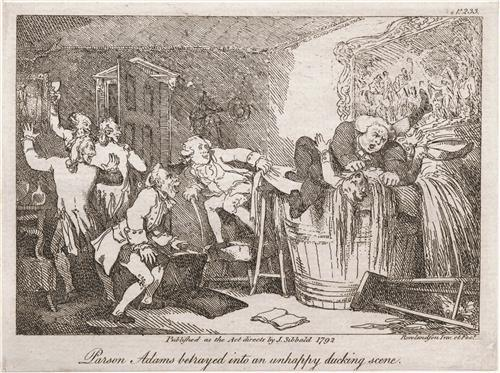
Le pasteur Adams se trouve piégé dans un bac d'eau.

F. Hommes Dudden a étudié la ressemblance entre le pasteur Adams et Don Quichotte et il conclut que Fielding a cherché à faire du premier l'incarnation anglaise du second. Chacun d'eux est un honorable gentleman chrétien au cœur simple et à l'esprit élevé, ardemment épris d'idéaux incompréhensibles pour le commun de leur entourage ; grands lecteurs d'ouvrages anciens, ils interprètent le monde moderne selon des critères d'un autre âge, ce qui les rend incapables de voir les gens tels qu'ils sont, d'où les moqueries et les brimades dont ils sont l'objet. Leur esprit de charité et leur générosité restant sans limites, ils se font naturellement les champions des faibles et des opprimés, avec un courage indomptable, voire une certaine jubilation à en venir aux mains pour une cause juste. L'aventure leur sied et, comme s'ils en étaient l'aimant, les expériences étranges se bousculent sur leur route ; en toutes occasions, même les plus ridicules, ils savent garder une imperturbable dignité leur assurant le respect et la sympathie du lecteur. Même les détails physiques les rapprochent : l'âge (50 ans), la longueur des jambes (démesurée), la silhouette fil de fer, encore que beaucoup des illustrations concernant Adams le représentent en gros bonhomme échevelé tout en rondeurs, le compagnon de voyage obligé, la rossinante, etc.. Certes, des différences subsistent, le héros espagnol se référant à la chevalerie, l'Anglais à Homère et aux poètes classiques. L'un est fou, l'autre, quoique étourdi et distrait, voire excentrique, jouit d'une robuste santé mentale ; Don Quichotte s'enfonce dans les ténèbres de la morosité alors que le pasteur, tout en sachant être sérieux, témoigne d'une incorrigible bonne humeur ; l'un est ascétique, l'autre déploie un appétit féroce et une soif incommensurable. Si le héros de Cervantes se glorifie de ses prouesses, celui de Fielding apprécie sa culture et ses sermons ; l'un est un catholique célibataire, l'autre homme d'église latitudinarien avec une femme et six enfants.

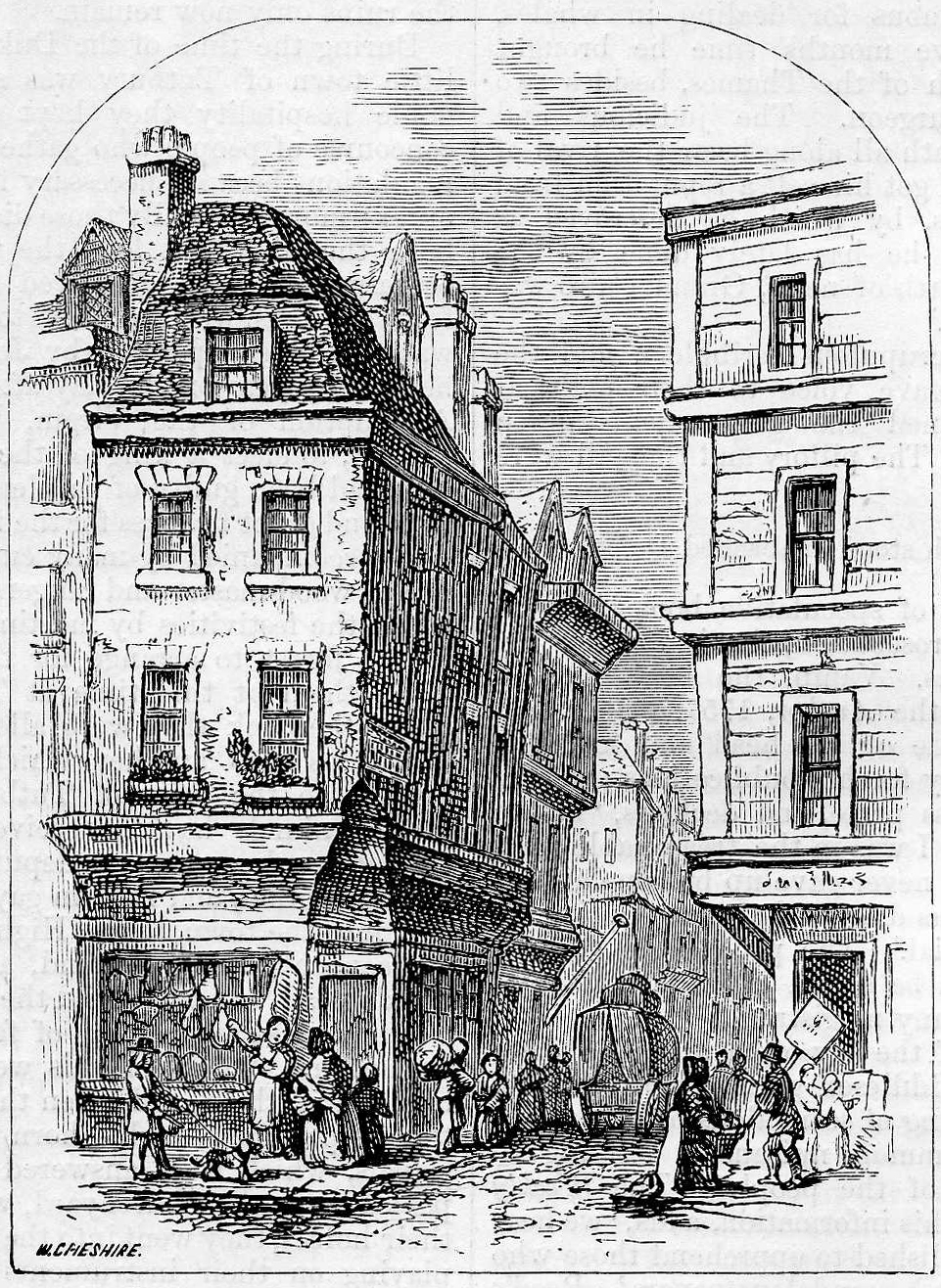
La Grub Street (plus tard Milton Street) au XIXe siècle telle qu'illustrée dans Chambers Book of Days.

Issues aussi de la veine picaresque sont les histoires intercalées dans la trame du récit, tradition remontant à Guzman de Alfarache de Mateo Alemán, mélange de récits à la première personne et de commentaires moralisants du narrateur adulte, technique reprise par Cervantes. Ainsi, se rencontrent dans Joseph Andrews, celles de Leonora (II, 4-6), de Wilson (I, 16-18) et de Paul et Leonard (IV, 10), chacune présentant une originalité due à Fielding, l'amour sacrifié à la vanité dans l'une, l'amour conjugal réduit à la rivalité dans l'autre, pauvreté de l'art de Wilson devenu un écrivain de Grub Street, c'est-à-dire de piètre qualité,. Dans Paul et Leonora, l'heureuse conclusion de l'union entre Joseph et Fanny se trouve comme déjà voilée de scepticisme comique, rappel peut-être de L'Impertinent curieux placé par Cervantes à la fin du quatrième livre de Don Quichotte, en tous les cas sans passion ni le moindre romantisme ; l'histoire de Wilson contiendrait des échos du chevalier au manteau de fin drap vert, rencontré par Don Quichotte et Sancho Panza, qui se lamente de ce que son fils passe son temps à la poésie latine et participe à un concours littéraire.
Autre similarité, l'abondance des scènes typiques de l'aventure de la route, incidents du voyage et de ses pauses, ceux de la diligence (I, 12), de l'auberge (I, 5, 6, 8), des attaques par les bandits de grand chemin, des rencontres amoureuses , etc. D'où les mêmes types de personnages, amoureux idylliques, roués, aventuriers, leurs portraits restant sous contrôle, gesticulations, cris, impulsions chez les bons, comme le trio Adams, Joseph et Fanny, froide maîtrise de soi chez les mauvais, tel le duo Lady Booby et Didapper.

### Joseph Andrewset la tradition pseudo-épique

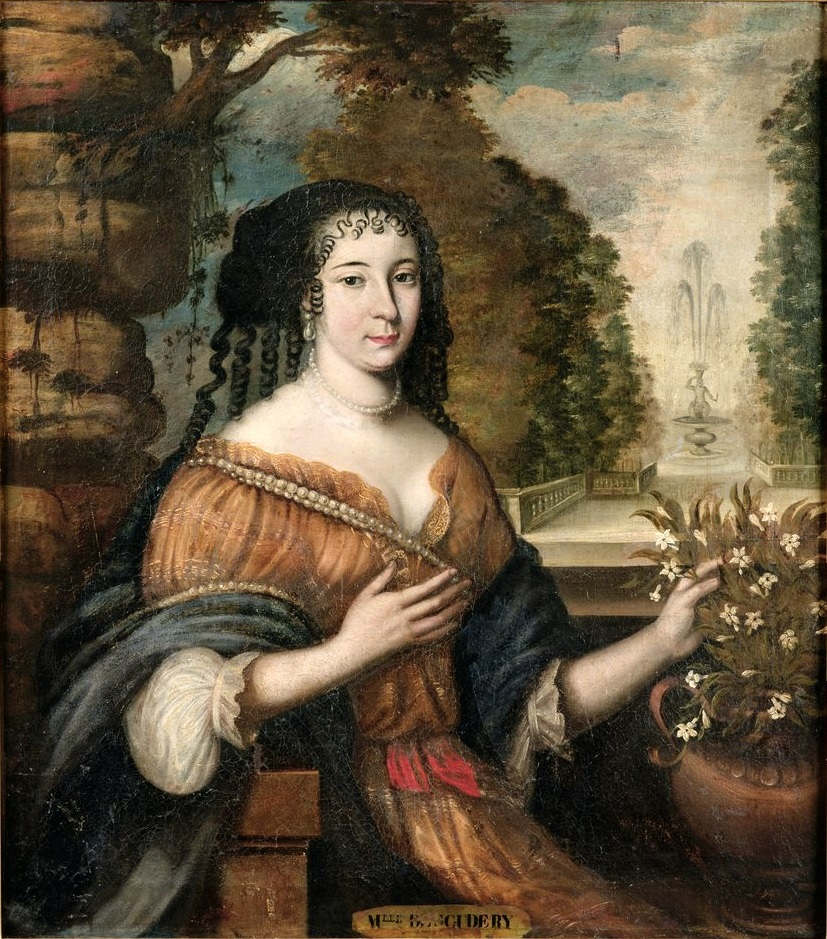
Mlle de Scudéry, École française (Bibliothèque municipale du Havre).

Joseph Andrews, se trouve défini par les mots : « héroïque », prosaïque » et « comique ». L'héritage épique vient en droite ligne de Mademoiselle de Scudéry qui, dans sa préface à Ibrahim, ou l'illustre Bassa (4 vols., 1641), écrit que la seule différence entre l'épopée et la romance est que l'un est un poème alors que l'autre est en prose. Pour elle, le sujet de l'épopée doit se conformer à la vraisemblance : « Je crois pour moy contre l'avis de ce commentateur d'Aristote que le sujet du Poème Héroïque doit estre plutôt véritable qu'inventé », idée reprise par Le Bossu qui, dans son Traité du poème épique (1675), livre loué par Boileau et qui connut une réelle influence en France comme en Angleterre, écrit : « L'épopée est un discours inventé avec art pour former les mœurs par des instructions déguisées ».
De plus, la préface de Joseph Andrews prend grand soin de préciser que le « comique », n'est pas le « burlesque », ce dernier faisant montre de tout ce qui paraît monstrueux, le premier au contraire dérivant de l'imitation raisonnée de la nature.
Tom Jones reviendra fréquemment sur cette notion, par exemple dès le premier livre lorsqu'est écrit que « La véritable Nature est aussi difficile à rencontrer chez les auteurs que le jambon de Bayonne ou le saucisson de Bologne à trouver dans les magasins »,,. Joseph Andrews propose donc une éthique qu'incarnent les bons personnages voulant qu'« un homme bon est une leçon vivante pour toutes ses connaissances et bien plus utile dans ce cercle limité qu'un bon livre »,. Aussi, l'une des tâches du romancier est-elle d'exposer les deux causes de l' « affectation », source du « vrai ridicule », la vanité et l'hypocrisie,. Cette ambition morale assure l'unité thématique de l'ensemble : Joseph Andrews se lit comme une satire de l'orgueil et de l'égoïsme qui prétendent faire fi du code chrétien fondé sur la sincérité et la charité, active et même pugilistique si nécessaire, « selon le principe que la bonté des hommes se distingue par ce qu'ils font »,, et que, comme l'écrit Fielding, « un Turc bon et vertueux, ou des païens sont plus acceptables aux yeux de leur créateur qu'un chrétien méchant et vicieux, même si sa foi est aussi orthodoxe que celle de saint Paul »,. Pour autant, les « hommes bons » de Fielding ne représentent pas des modèles idéaux de vertu, mais des personnes se réclamant de la chair et du sang, « avec ce qu'il faut de bonté et pas trop de défauts ». Comme son nom l'indique, le pasteur Adams, tel, à un « s » près, le premier homme, se situe dans la moyenne, ni plus ni moins que Tom Jones dont la banalité du nom est elle aussi éloquente quant à ses vertus naturelles.
Avec Joseph Andrews, Fielding a réussi à parfaire une conception originale du roman, fusion de plusieurs traditions littéraires, classique, cervantesque, mais avec une originalité de fond et de forme, la bienveillance chrétienne et l'ironie du discours. À ce titre, ce n'est point un prototype ou un brouillon pour Tom Jones qui propose après lui de nouvelles illustrations des convictions éthiques et esthétiques de Fielding, mais une œuvre autonome et complète.

## Structure sémantique deJoseph Andrews
Le récit de Joseph Andrews donne à voir un processus transformationnel retrouvé dans plusieurs mythes, le schéma général de la quête, celui, chrétien, de l'archétype de la Chute, suivie de la Rédemption, celui aussi, païen, du cycle des saisons, l'hiver se muant en printemps, etc.

### Le processus transformationnel
| Étapes | Processus                            | Résultat                          |
| ------ | ------------------------------------ | --------------------------------- |
| I      | Ordre, harmonie                      | Rupture                           |
| II     | Héros jeté sur le chemin de sa quête | Tribulations                      |
| III    | Retrouvailles avec soi               | Équilibre nouveau, ordre restauré |

Dans ce type de fiction, l'état de disharmonie auquel se heurte le héros correspond à un chaos initial ; le processus transformationnel va le conduire à se réconcilier avec son environnement, si bien qu'in fine, il réintègre l'ordre premier ou en crée, par sa transformation, un nouveau, l'étape médiane se voyant dévolue à sa quête, forcément centrée sur lui-même, au cours de laquelle il erre dans un milieu hostile qui le soumet à une série d'épreuves.
| Étapes | Processus | Résultat                                       |
| ------ | --------- | ---------------------------------------------- |
| I      | I, i-x    | Booby Hall : l'enfance et la jeune adolescence |
| II     | I, ii-iii | L'épopée de la route                           |
| III    | IV, i-fin | Retour à Booby Hall : la jeune maturité        |

Il y a là une section dynamique qu'encadrent deux autres d'ordre statique. D'abord, l'exposition présente les principaux protagonistes et les motivations de l'action, le départ de Joseph de Booby Hall ; puis se déroule l'aventure se voulant picaresque de la route, sans réelle structure, succession d'épisodes nés des rencontres et des étapes ; enfin se dénoue la crise et se résout l'action : Joseph et Fanny se marient et s'en reviennent à leur point de départ. La première et la troisième sections se situent dans le domaine campagnard du squire et à Londres ; la section médiane se déroule entièrement dans la campagne anglaise qui est traversée à cheval, à pied ou en diligence.

### Insertion du processus dans le schéma

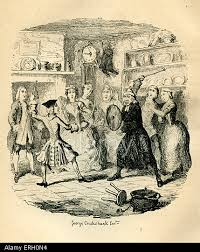
Beau Didapper pris à partie par Joseph lors de ses exactions envers Fanny.

La chute initiale du héros l'arrache à un monde d'ordre et d'harmonie, avec une vie plutôt heureuse en ce manoir de campagne jusqu'à ce que se corrompe l'innocence paradisiaque sous le coup des avances sacrilèges de la maîtresse des lieux. La chasteté originale se voit bafouée et, paradoxe sens dessus-dessous, devient la cause de son renvoi, perversion des valeurs punissant la vertu et se manifestant en rituels humiliants, perte de la livrée, enseigne de la fonction, et du coup annihilation brutale du statut social.
Le voyage alors entrepris devient une quête non pas de ce statut perdu, mais, par le biais des retrouvailles avec Fanny Goodwill, de la restauration de l'harmonie brisée, du retour de l'innocence première, loin des fastes corrompus de la capitale et logée au sein de la nature lustrale de l'enfance heureuse. Traditionnellement, comme dans les mythes et contes populaires où forêts, rivières, ogres, géants et monstres constituent autant de menaces à éviter ou surmonter, cette quête est semée d'obstacles, essentiellement les dangers de la route, la brutalité physique attentant à la vie (les bandits), les escroqueries des aubergistes (Mrs Tow-house), l'indifférence des voyageurs (la dame de la diligence), les trappes laissées par les forces antagonistes (les manigances de Lady Booby), les atteintes morales (les avances de Mrs Slipslop), les tentations corruptrices (les complots de Beau Didapper), les désordres judiciaires (le juge Frolick), les malversations des juristes sans scrupules (James Scout), etc.
Le retour à l'harmonie s'effectue de plusieurs manières : obstacles finalement franchis ; usage d'un deus ex machina en squire Booby, tout récent beau-frère de Joseph qui le libère de la persécution exercée par Lady Booby, et d'un autre en la personne du colporteur, messager de surprenantes nouvelles ; réintégration dans la campagne et réunion des véritables protagonistes dans la paroisse du Somersetshire, phase euphorique conformément aux mythes traditionnels de renaissance, comme en témoigne le bonheur de l'ultime assemblée générale. Ce schéma du passage de la disharmonie à l'harmonie coïncide avec celui conduisant de la ville à la campagne : Londres apparaît alors en Sodome repue de vices, lieu de tous les péchés et lit de toutes les faiblesses, ce que l'histoire de Mr Wilson corrobore en le dupliquant puisqu'elle retrace la métamorphose rédemptrice d'un fat de ville écervelé et mondain en un paisible campagnard épris de calme et de bonheur naturels.
Le nouvel ordre retrouvé s'avère supérieur à l'état initial : Joseph se découvre fils de gentleman, statut immensément supérieur au précédent ; désormais, le mouvement général devient ascensionnel, aussi bien socialement que psychologiquement : ainsi, Joseph Andrews ne se présente plus comme une simple odyssée de la route, mais comme une véritable télémachie,,, ; de fait, Joseph, déjà nanti d'un père spirituel en la personne de Mr Adams, artificiellement greffé sur sa vie, en a désormais un autre, biologique et naturel celui-là, en celle de Mr Wilson, deux des rares sages du roman.

## Statut littéraire deJoseph Andrews
Lors de sa publication, Joseph Andrews reçut un accueil mitigé : si le grand public applaudissait des deux mains, les literati furent intrigués par son caractère protéen qu'ils jugèrent inclassable. De fait, le livre est aujourd'hui vu comme un roman, mais Fielding le définit dès la première page de sa préface comme « une épopée comique en prose »,.

### Joseph Andrews, roman?
Ce roman est animé d'un élan essentiellement anti-romantique dans la mesure où, à l'instar de son grand prédécesseur Don Quichotte, il met en scène les errances d'un idéaliste naïf, le pasteur Adams, qui se penche aux fenêtres du monde pour en constater la mesquinerie et la vulgarité, mais sans que son savoir livresque ne lui permette de comprendre les méandres de la réalité. Ce même type de personnage innocemment comique sera repris en 1762 par Oliver Goldsmith en son Dr Primrose, protagoniste du Curé de Wakefield (The Vicar of Wakefield).

#### À l'opposé du genre des romances
De ce fait, Joseph Andrews s'oppose donc radicalement aux romances médiévales ayant jusqu'alors inspiré nombre des prédécesseurs et même contemporains de Fielding : incidents extravagants, sentiments idéalisés ont disparu, laissant la place aux détails de la vie quotidienne ; les héros d'exception, tous issus de la plus haute noblesse, ont quitté la scène qu'animent désormais des gens ordinaires, avec leurs faiblesses psychologiques et leur gaucherie sociale, « des personnes de rang inférieur et en conséquence moins policés »,. Joseph est un valet sans le sou, Fanny une fille de ferme, le pasteur Adams un humble ecclésiastique, tous avec des noms évoquant la banalité, très courants (comme le futur Tom Jones), encore que se connotent une référence biblique dans le prénom du jeune héros et une excellente disposition dans le patronyme de l'héroïne, loin en tous les cas des Pyrocles, Philantus, Zelmane de l'Eupheus de John Lyly (1578),.
Si le décor des romances était lointain dans l'espace comme dans le temps, Fielding situe au contraire son œuvre dans l'Angleterre qu'il connaissait. Ainsi, Joseph Andrews s'enracine solidement dans une réalité reconnaissable, l'action se déroulant en un lieu spécifique, le Somersetshire, et à une époque déterminée, la première moitié du XVIIIe siècle ; les acteurs se trouvent placés dans un contexte socio-économique précis, celui de l'Angleterre rurale gouvernée par la Squirarchy, la soi-disant Merry England avec ses diligences, ses auberges-relais, ses pasteurs, ses juges de paix et ses bandits de grand chemin.

#### Le concept de «motivation»
Typique est également le soin que prend Fielding à « motiver » l'action, c'est-à-dire, selon les formalistes russes du XXe siècle naissant, l'usage de procédés par lesquels le roman tente d'imiter le réalité, de rehausser la vraisemblance, d'accroître l'impression du « vécu » de l'histoire, en somme de promouvoir l'illusion référentielle et mimétique.
Pour cela, Fielding parsème son texte d'allusions à des célébrités de l'époque, l'ancrant dans un terreau historique : ainsi sont nommés Colley Cibber qu'il a bien connu au théâtre, William Hogarth pour lequel il éprouve admiration et amitié, Jonathan Swift qu'il a parfois parodié, Alexander Pope qu'il imite pour certaines de ses descriptions, Voltaire dont le Candide n'est pas sans affinités avec son pasteur Adams, Jack Sheppard, le célèbre voleur pendu à Tyburn, et nombre de personnalités aujourd'hui oubliées, quoiqu'alors bien connues de son public. Autre technique, la pseudo connivence avec certains de ses propres personnages ; « les deux m'ont souvent assuré que […] » (II, xv), « J'ai personnellement eu vent de ces remarques […] » (IV,ii) : semblables notations relient le récit passé d'événements fictionnels au temps même du discours, les faits narrés se trouvant ancrés au moment même de l'acte de leur écriture, ce qui projette un halo de vraisemblance à l'ensemble ; le dernier paragraphe pousse le procédé encore plus loin : comme Swift l'avait fait dans Les Voyages de Gulliver (les dards des abeilles géantes ayant attaqué le héros à Brobdingnag sont toujours exposés au collège Gresham), Fielding se débarrasse du prétérit et passe soudain au présent de narration (« Joseph demeure béni par, etc. »), ce qui crée l'impression que les protagonistes sont toujours vivants. Enfin, Fielding se sert de ce que Defoe a appelé « la méthode circonstancielle » (the circumstantial method), soit un relevé scrupuleux du temps chronologique, le premier jour du voyage de Joseph étant un mercredi, le dernier un dimanche, etc..

#### Un réalisme tout relatif
Fielding distingue expressément entre une forme de biographie représentée par son livre et le travail des « topographes » ou autres « chorographes » (III,i) ; en termes modernes, il différencie le romancier de l'historien : alors que le dernier relate des événements particuliers survenus à un individu donné en un lieu et une époque définis, le premier n'est en aucune façon tenu à une « concaténation rigoureuse »,, car son propos concerne des types généraux et universels, se préoccupant plus de l'espèce que de l'individuel. Par exemple, l'homme de loi n'est pas représenté en tant que tel, mais comme un être égoïste (I, xii) qui se trouve appartenir à la corporation des juristes.
Toutefois, si plusieurs procédés concourent à l'illusion mimétique, d'autres tendent à en saper l'effet. Tout d'abord, la présence obnubilante du narrateur détourne l'attention vers sa personne au détriment des faits, l'énonciation primant sur l'énoncé et les événements narrés s'effaçant au profit de l'acte de narration. En tant que narrateur/auteur, Fielding n'a de cesse de se hisser sur la scène et d'y manifester sa présence par des intrusions et des commentaires auctoriaux ; démiurge, il tire chaque ficelle, manipule les événements et les personnages, apostrophe le lecteur ou le prend à témoin. Il s'ensuit une impression non pas tant de réalité, mais d'une réalité fabriquée hic et nunc, les notes de bas de page destinées à justifier certains détails de l'action renforçant le sentiment d'une surveillance permanente par un maître d'œuvre au travail, dont l'œil est partout, dehors et à l'intérieur de son texte, et qui en régit au fur et à mesure le développement.
Cet inventeur d'histoires, ce magicien sortant de son chapeau des coïncidences opportunes, tout cela signale que la prétendue réalité se modèle et se modifie au gré de sa convenance personnelle. Non sans invraisemblance d'ailleurs, le narrateur de l'histoire de Leonora récite cinq lettres de mémoire sans jamais hésiter ou encore Beau Didapper est ici décrit comme « peu enclin à la luxure », et là, quelques chapitres plus loin, s'efforçant de violer Fanny Goodwill. Parfois, le narrateur fait lui-même le constat de ses propres manipulations, incohérences ou oublis, et il n'est pas rare qu'au détour d'un paragraphe ou par le truchement d'une note, il essaie de se rattraper en des explications souvent laborieuses : ainsi, tel incident n'a été inventé que pour « son exemple moral » (to point the moral), comme lorsque Adams, après avoir exhorté Joseph à se montrer stoïque en face de l'adversité, devient la proie de la plus intense émotion à la (fausse) nouvelle que son fils s'est noyé dans la rivière, épisode en effet inutile à l'action ; de même, la scène où se révèle la noble naissance du héros est manifestement fabriquée sous les yeux du lecteur pour la seule raison que le narrateur a impérieusement besoin de mettre un terme heureux à son histoire. En définitive, schéma et construction semblent avoir préséance sur la vraisemblance et le tout relever non pas d'une logique de vie, mais de démonstration.

#### Conclusion
Une double impulsion semble donc animer Joseph Andrews, l'une s'exerçant par le choix des personnages et du décor en direction du réalisme et tendant vers l'illusion mimétique, l'autre le repoussant hors du champ de ce réalisme et s'acharnant à détruire cette illusion. Ainsi sont affirmés son caractère éminemment littéraire et sa promotion au statut d'œuvre fictionnelle en cours de fabrication (in the making), ce qui semblerait indiquer qu'il s'agit bien d'un roman au sens conventionnel du terme, ne serait-ce que la catégorie générique conçue par Fielding à son propos inaugure une forme nouvelle dont il est l'inventeur et le livre le premier spécimen : « l'épopée comique en prose » (the comic epic in prose).

### «L'épopée comique en prose»
Joseph Andrews comble un vide dans la classification des genres littéraires associés à l'épopée.

#### Un genre nouveau
En effet, cette dernière compte des œuvres tragiques et aussi comiques, les deux utilisant soit le vers, soit la prose. Pour ne citer que les plus grands exemples, l'épopée tragique en vers est essentiellement illustrée par l'Iliade et l'Odyssée ; en prose figure le Télémaque de Fénelon. L'épopée comique en vers comporte le Margitès d'Homère, œuvre d'ailleurs perdue à part quelques fragments,,, mais du côté de la prose, rien jusqu'à ce que Fielding ne vienne compléter le tableau avec son roman.
Aussi est-il à l'origine d'un nouveau genre, ce dont il est pleinement conscient, puisque dans la préface, il évoque son originalité en soulignant qu'il s'agit-là d'« un genre d'écriture » (species of writing) « jusqu'alors jamais tenté en notre langue »,. Cette insistance à revendiquer sa place de précurseur a d'autres causes qu'une simple fierté d'auteur : à l'époque, la fiction en prose n'avait pas très bonne réputation et devait être justifiée auprès de ses détracteurs qui campaient sur le vieux principe que seuls relèvent de la noblesse de l'art le genre dramatique et la poésie. D'autre part, le vers était considéré comme l'unique vecteur de l'épopée, dont l'essence était d'être sérieuse et digne, l'idée qu'elle pût devenir comique et tomber dans le giron de la prose violant les canons de la bienséance et du bon goût.

#### Le concept de «ridicule»
La définition du nouveau genre occupe une longue préface, à la fois manifeste littéraire et aussi apologia literaria. Le but de Fielding est double : démarquer l'« épopée comique en prose » des genres associés et définir le concept du « ridicule ». Ce qu'il a inventé, explique-t-il, est bien une épopée qu'il convient d'abord de distinguer du drame comique et de la romance sérieuse, le premier partageant l'ingrédient de la comédie, la seconde le médium de la prose ; ensuite vient la différenciation d'avec d'autres productions littéraires selon le critère du « ton » : son épopée à lui est à la fois éloignée du « grave et solennel » de certaines fables et du « burlesque » d'autres œuvres, trop portées à exhiber « le monstrueux et le surnaturel » (the monstrous and the unnatural). Le concept qu'il privilégie est celui de « ridicule », principal ressort du comique. Le ridicule prend sa source dans la vanité incitant les « faux personnages » à rechercher l'approbation générale et dans l'hypocrisie qui habille le vice en vertu pour éviter la censure morale. Ce qui différencie le vaniteux de l'hypocrite est que si le premier exagère les qualités dont il peut être nanti, le second prétend être pourvu de celles qu'il ne possède pas : à ce compte, les deux relèvent du mensonge, affaire de degré dans un cas et de nature dans l'autre ; d'un côté la prétention, de l'autre l'imposture.
Seule, la vanité est vraiment risible (Fielding l'appelle parfois the truly ridiculous (« l'authentique ridicule »); l'hypocrisie générant l'indignation plutôt que la joie, souvent le dégoût et la répugnance ; ceux qui la cultivent relèvent de la catégorie des « fripouilles, intrigants et autres voyous » (knaves, rogues and scoundrels) qui trompent sciemment les autres alors que les vaniteux ne dupent qu'eux-mêmes, persuadés qu'ils sont d'être ce qu'ils prétendent être : ainsi, le bon pasteur Adams proclame sa maîtrise de l'équitation, du savoir, de l'expérience du monde, ce qui n'est pas entièrement faux, car il peut monter une rosse et connaît certes avec des lacunes Eschyle, Aristote, etc., mais sa soi-disant connaissance des voies du monde se manifeste à chaque crise par une incorrigible naïveté surgissant aussi spontanément que naissent sur les lèvres qu'elle croit expertes en beau langage les impropriétés affichant l'ignorance de Mrs Slipslop,.
La vanité et l'hypocrisie sont deux formes de l'affectation, avec le même type de structure : ou bien ce qu'on déclare être ne correspond pas à ce qu'on est vraiment (contraste entre l'apparence et la réalité) ; ou alors ce qu'on proclame croire est juste et désirable, mais reste absent de ce que l'on fait (différence entre principes professés et mise en œuvre pratique, opinion et action, promesse et réalisation, etc.). Ainsi, Barnabas prêche le détachement vis-à-vis des « affectations charnelles » et se révèle, entre autres, exagérément porté sur la boisson ; Mrs Graveairs affecte une supériorité sociale vindicative, mais son véritable statut est révélé par l'arrivée de son père et les commentaires du cocher de la diligence dans laquelle elle voyage hautainement ; le gentleman aux airs héroïques, lui-même passager, se conduit en couard consommé et un autre petit monsieur de son espèce déborde de générosité en paroles tout en gardant sa bourse hermétiquement fermée,.

#### Castigat ridendo mores
Rire de l'affectation revient à la condamner, ce qui montre que la vision de Fielding est à la fois comique et morale, en cela proche du castigat ridendo mores de Molière dans son placet sur Tartuffe. À ce compte, le rire devient catharsis, purgeant le spleen et la mélancolie (Préface, § 8). Trois types de situations, explique-t-il, échappent cependant au traitement comique, ne relevant pas du ridicule, donc étrangers au rire : les crimes et les vices, générateurs d'indignation et de révulsion, comme la tentative de rapt de Fanny par le squire apparaissant à la fin du livre III, et les « malheurs et calamités de la vie » (misfortunes, calamities of life), qu'ils soient naturels comme la laideur, la difformité ou même la stupidité, ou alors dus aux circonstances, tels la pauvreté, la maladie et le handicap incitant, eux, à la compassion,. Quant aux personnages et aux actions qui s'avèrent fondamentalement dignes de louange, ils méritent qu'on les aime et admire, et non point qu'on s'en divertisse : comme le déclare solennellement Joseph lors d'une longue méditation dans un amphithéâtre naturel propice à la réflexion : « Je défie le plus sage des hommes, où qu'il soit, de ridiculiser une authentique bonne action »,. Ainsi, dans la scène dite du roasting, c'est-à-dire « de la moquerie et du badinage » dont Abraham Adams est la victime au chapitre vii du livre III, les plaisanteries censées l'accabler échouent à le rendre ridicule, car il se présente comme investi de la dignité de sa robe, déclarant en toute sérénité : « Je considère mon ordre comme étranger au mépris »,, et, ajoute le narrateur, pas moins d'ailleurs que sa pauvreté.

#### Conclusion
Que la critique morale de Fielding n'ait pas toujours dépendu du comique, mais se soit parfois appuyée sur la présentation de personnages dépourvus d'affectation, aimables ou odieux selon le cas, s'inscrit dans la tradition du sentimentalisme triomphant de son temps, qu'il a beaucoup vilipendée mais dont parfois il s'est laissé aller à souscrire aux conventions et adapter à ses propres besoins. Il n'en demeure pas moins que c'est dans le maniement du rire qu'il est à son avantage, lorsqu'il expose les contradictions et les incongruités de la vie et des hommes. Pour renforcer le caractère comique de son roman, il l'a corsé de deux sources occasionnelles de drôlerie, le burlesque et le pseudo-héroïque (ou héroï-comique).

### Le burlesque et l'héroï-comïque

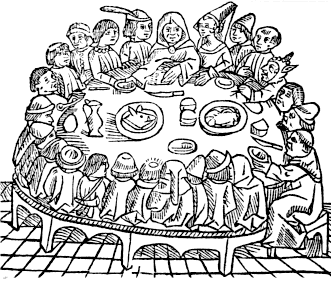
Canterbury Tales, gravure sur bois, 1480.

La préface à Joseph Andrews consacre de nombreuses pages à la définition de plusieurs concepts, en particulier ceux de comique et de burlesque : « ce dernier [le burlesque] étant l'exposition permanente du monstrueux et de l'artificiel »,, alors que le premier [le comique] « devrait se conformer strictement à la nature »,. En d'autres termes, le burlesque amuse en déformant jusqu'à la caricature, tandis que le comique produit les mêmes effets en restant fidèle à la réalité : dans l'usage qu'il fait de ces notions, Fielding prétend se comporter en littérature tel William Hogarth en peinture.
De fait, si Joseph Andrews n'est pas un roman d'abord tourné vers le burlesque, Fielding en insère certains éléments afin d'animer le récit, de divertir le lecteur et ridiculiser l'affectation et les maniérismes de certains écrivains sérieux. Ainsi, des scènes de farce, en particulier celles des auberges, probablement imitées du Roman comique de Scarron (II, v et III ix) ; celles dites « de lit » (bedroom scenes), bourrées de quiproquos (IV, xiv), comme il en existe une dans Don Quichotte, rappelant l'esprit des fabliaux du Moyen Âge et des Contes de Canterbury de Chaucer ; des portraits plus proches de la caricature que de l'imitation de la nature, ceux de Mrs Slipslop (I, vi), de Mrs Tow-wouse (I, xiv), du pasteur Tulliber (I, xiv).

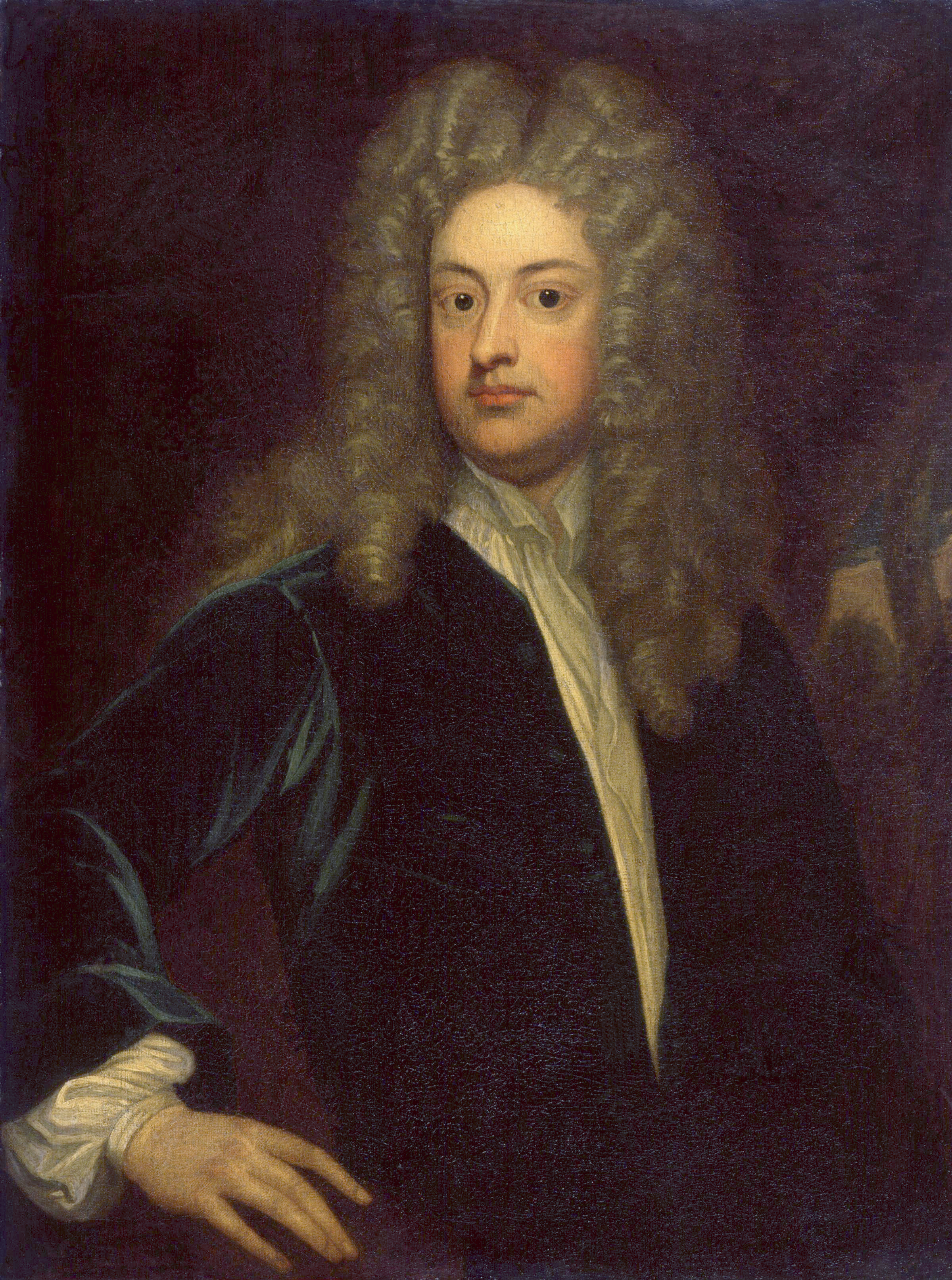
Joseph Addison par Sir Godfrey Kneller.

De plus, le burlesque est également utilisé selon une autre acception quand se dégage dans certaines scènes ou sections du récit une différence entre le fond et la forme, le sujet et le traitement qui en est fait. Addison en distinguait deux sortes : « La première représente de piètres individus dans l'accoutrement du héros ; la seconde décrit de grands personnages se comportant et s'exprimant comme les plus grossiers des hommes »,. Autrement dit, le burlesque se caractérise par l'emploi de termes comiques, familiers voire vulgaires pour évoquer des choses sérieuses ; l'héroï-comique est le décalage inverse qui consiste à traiter un sujet vulgaire en style noble.
Les exemples de style pseudo-épique abondent dans Joseph Andrews, en particulier lors des scènes de batailles (II, v, II, ix, III, vi) où le récit emprunte à la comédie slapstick et la farce la plus grosse, par exemple avec une casserole de sang de cochon se déversant goutte à goutte sur le visage d'Abraham Adams ou la projection par Joseph du contenu d'un pot-de-chambre à la face du capitaine. Tout cela est dit en une langue regorgeant d'hyperboles épiques, d'amplifications rhétoriques, de comparaisons héroïques, avec des périphrases et des circonlocutions, des personnifications de concepts abstraits, autant de procédés visant à conférer au grotesque des situations une allure de solennité factice et au récit une tonalité d'urbanité ironique. À la panoplie s'ajoute l'usage de faux panégyriques, par exemple de l'amour et de la vanité (I, vii) ou les invocations pseudo-sublimes, comme celles adressées au soir (I, viii) et au matin (I, xii).

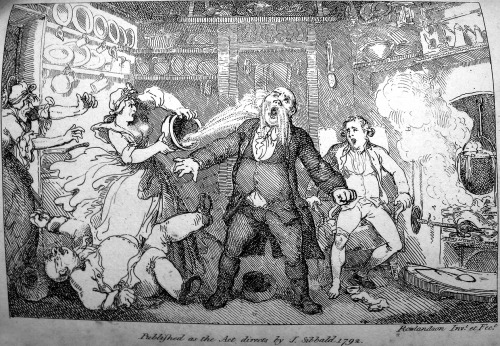
Le pasteur Adams reçoit en pleine figure le sang d'un porc fraîchement sacrifié.

Quant au burlesque proprement dit, il se trouve la plupart du temps mêlé à l'héroï-comique qu'il pimente de traits d'autant plus caustiques qu'ils sont exagérément triviaux. Là, domine le ridicule en contrepoint de la prétendue noblesse du ton, associés comme les deux faces d'une même pièce : Hesperus, l'étoile du soir, est qualifiée de « roué » en « culottes » (breeches) ; César s'enfuit en jappant comme un roquet, etc. En plusieurs occasions, certains passages délibérément héroï-comiques parodient la solennité épique d'Homère ou de Virgile, ce qui ampute les augustes poètes d'une parcelle de leur dignité. De la sorte, le heurt entre deux registres n'est pas seulement verbal, mais de façon plus élusive, entre le « noble » (elevated) et le « vulgaire » (low) : par exemple, le pasteur Adams jouit d'un statut social qui le hisse à un rang relativement élevé, mais comme Fielding le fait remarquer à la fin de sa préface, il vit des aventures ordinaires ponctuées d'incidents triviaux ; en revanche, Joseph, quoique partageant avec son mentor les mêmes aventures, ne ressortit qu'au pseudo-épique car d'un rang bien inférieur, il ne paraît pas hors de son contexte naturel en les vivant, la révélation de sa véritable naissance apportant en conclusion une dose supplémentaire d'ironie.
En somme, pseudo-épique et burlesque servent la satire morale qui demeure l'objectif premier de Fielding : ainsi, Mrs Slipslop, simple servante qui plus est inculte, s'adonne à une enflure verbale destinée à impressionner par sa hauteur intellectuelle et son érudition ; le contraste opposant son mode d'expression et ce qu'elle est, s'il relève du pseudo-épique, donne surtout à voir un cas typique d'« affectation », que mine bientôt la séquence ininterrompue de ses « malapropismes » (oppression (oppression) pour pressure  (pression), ironing (repassage) pour irony (ironie), sect (secte) pour sex (sexe), fragrant (odorant) pour flagrant (flagrant), etc.).

## La vision sociale de Fielding dansJoseph Andrews
Dans The Champion ou The Covent-Garden Journal, Fielding n'apparaît pas tellement en homme de lettres qu'en observateur des problèmes de son époque, dénonçant la pauvreté, la délinquance, le système éducatif, l'ordre social. Déjà, ses écrits juridiques avaient soulevé des questions restée sans réponse : ainsi, Enquête sur les causes de la multiplication récente des voleurs (1751) et Proposition pour un fonds pérenne en faveur des pauvres. C'est entre ces deux publications que parurent Joseph Andrews et Amelia, preuve que pour lui, la fiction ne saurait se contenter de l'abstrait mais devait s'ancrer dans le quotidien historique.
Certes, Fielding n'a rien du pamphlétaire à la Defoe, il n'écrit pas dans la tradition de Colonel Jack ou de Heurs et malheurs de la fameuse Moll Flanders. Cependant, bien que Joseph Andrews se préoccupe surtout de l'Angleterre rurale, le roman offre une conception assez fouillée de la société.

### «L'échelle de dépendance» (Henry Fielding)
Le chapitre xiii du livre II s'intitule « Dissertation sur les hauts et les bas personnages » (A Dissertation concerning high People and low People). Fielding y expose sa conception de la hiérarchie, fondée sur la notion élisabéthaine de « degré » (degree). Dans l'échelle sociale, chacun a sa place sur l'un des barreaux, ce qui garantit l'ordre général, et chaque transgression s'avère génératrice de chaos. La cohérence de l'ensemble émane de la divine Providence dans l'intérêt du bien public. Certains hommes se sont trouvés choisis par une instance supérieure pour vivre un destin hors du commun, gouverner par exemple. À ce compte, le concept d'égalité paraît sacrilège et, à tout le moins, impraticable. D'ailleurs, « [e]n vérité, les veilles et les corvées, les anxiétés et les soucis qui sont le lot des plus hauts responsables rendent leurs titulaires peu enviables aux yeux des membres des classes les plus humbles, dont les astreintes nuisent bien moins à la santé du corps et à la tranquillité de l'esprit »,. À ce compte, ce qui peut être toléré chez les uns reste interdit pour les autres : les gens de la haute société ont en quelque sorte droit à leurs vices qui ne mettent point la société ou l'ordre social en danger, ni ne nuisent à la prospérité du pays. Pourtant, lorsque luxe et oisiveté affectent les pauvres du monde ouvrier, engendrant pauvreté et délinquance, une punition adéquate est juste, car s'est ajouté aux difficultés de l'État un fardeau inutile à la collectivité.

### «La grande loi de la subordination» (Daniel Defoe)
Ce que Defoe a appelé « la grande loi de la subordination »,, facilite la compréhension de l'attitude de Fielding envers ses personnages et singulièremt ses protagonistes. Chacun et chacune se voit différencié selon son origine sociale, sans que n'intervienne un élément parodique, par exemple lorsque Joseph utilise l'expression my betters (« mes supérieurs »), tous les personnages de rang inférieur étant conscients des notions de « degré » et d'« ordre naturel ». Ainsi, le pasteur Adams est décrit comme « parfaitement satisfait de l'état où le sort a voulu l'appeler, et d'améliorer son talent de la meilleure façon, non point pour rehausser son rang, ni rivaliser avec ceux de ses supérieurs »,,.
Le fait que Joseph ne puisse épouser Fanny qu'une fois le secret de sa naissance révélé, tout comme Tom Jones ne convole avec Sophia qu'après avoir été reconnu comme né gentleman témoigne du conservatisme de Fielding en la matière. En cela, il adhère à la pensée dominante, celle qui conduit Smollett à procéder exactement de même avec Roderick Random (1748) ou Humphrey Clinker (1770). Il faut un rebelle des lettres comme Defoe pour estimer et proclamer que la gentility n'est pas affaire de naissance et de sang, mais de mérite personnel et d'éducation, « Le marchand anglais accompli » (The Complete English Tradesman) se doublant d'un « gentleman anglais accompli » (a Complete English Gentleman).
Voilà qui explique la féroce satire des parvenus que personnifient des gens comme Mrs Slipslop, Mrs Graveairs et Pounce, persuadés que l'ascension sociale rapproche de la gentility, que le passage existe de la basse vers la haute condition, qu'avec un peu d'application et beaucoup de mimétisme, l'on se dégage du mauvais et accède au bon goût (High People et Low People, People of Fashion et People of no Fashion). Il en profite d'ailleurs pour préciser le fonctionnement de l'« échelle de dépendance » : le postillon se lève au petit matin et réveille un autre jeune domestique qui aussitôt brosse les vêtements et cire les souliers du valet de pied, qui fait de même pour monsieur Seconde-Main, lequel s'occupe du squire qui, une fois enrubané, assiste au lever du lord qui, dès que le sien a pris fin, se hâte pour s'exhiber à celui du favori, lequel après une heure d'hommage à lui rendu, part offrir le sien au lever du souverain,.

### Les limites de cette vision
Le panorama social embrassé par Fielding dans Joseoh Andrews reste limité, l'aristocratie en étant pratiquement absente, si ce n'est la multiplication des représentants de la noblesse de campagne, plus comiquement utiles que typiques de leur condition. De même, la classe moyenne n'apparaît guère, sinon par allusion, en un temps où les marchands devenaient de plus en plus influents sur les plans économique et politique. Ces gens d'argent ne suscitaient que le mépris de l'auteur : « le marchand passe de derrière son comptoir pour prendre la place vide du gentleman »,,,.
Il existe donc une incompatibilité irréconciliable entre la classe moyenne et la gentility, ce qui transparaît dans l'épisode consacré à l'histoire de Mr Wilson : les marchands y sont décrits comme avides et malhonnêtes, d'où l'échec du personnage qui « pour ne point avoir été élevé dans le sérail des affaires et s'être efforcé de commercer en toute rectitude, avai[t] vite constaté que la fortune l'abandonnait et que son commerce déclinait peu à peu »,. L'attitude de Fielding s'explique à la fois par sa naissance et son éducation, lié à la noblesse et pétri de culture classique. Ce qui lui importe n'est pas de bouleverser l'ordre social, harmonieusement formé, mais à l'intérieur de ce dernier de réformer les hommes qui le composent, car l'homme est perfectible, du moins s'il lui est inculqué la valeur princeps de l'auto-discipline.

### Joseph Andrews, apologie du bas-clergé
Le roman comprend six hommes d'église, tous, à l'exception du pasteur Adams, faisant à chacune de leurs interventions, la preuve de leur ignorance, leur corruption et leur égoïsme. Les questions religieuses ont toujours préoccupé Fielding qui a souvent regretté le mépris de la foi et le sort réservé aux membres du bas-clergé. Deux ans avant Joseph Andrews, en mars-avril 1740, il avait publié dans The Champion quatre essais sous le titre An Apology for the Clergy in Vindication of the good Clergyman (« Apologie du clergé en défense du bon pasteur »).
De fait, dès la fin du XVIIe siècle, nombre de pamphlets (John Eachard en 1670, Lancelot Addison en 1709, Stackhouse en 1722, John Hildrop en 1739) avaient paru pour dénoncer le mépris dans lequel étaient tenus les petits hommes d'Église, curés et vicaires de campagne, tous pauvres et miséreux, objets de la risée publique. Le pasteur est alors considéré comme un domestique, tel Adams se voyant relégué à la cuisine de Squire Thomas Booby pour boire un pichet de bière ; leur revenu annuel, s'il atteint 60 £ à Londres, n'est que de 3 ou 4 £ au pays de Galles, la moyenne se situant autour de 30 £. Le pasteur Adams, quant à lui, s'est vu promu à cinquante ans à 23 £, ce qui ne lui permet pas de changer sa soutane déchirée dix ans auparavant en franchissant un échalier. Pour nourrir sa famille, il lui faut donner des leçons et prêcher dans quatre églises différentes ; lorsqu'il rencontre Joseph, il est en route pour Londres afin d'y vendre ses sermons pour « récolter quelques shillings en supplément » (pick up a few extra shillings). Si certains, pour remédier à leur misérable sort, ont choisi, comme Barnabas ou Trulliber, de flatter les grands ou de se consacrer à l'élevage des porcs, ce qui fait d'eux de « mauvais pasteurs », Abraham Adams, lui, a gardé son intégrité intacte et est resté un « bon pasteur ».
Les qualités dont Adams a été nanti ont déjà été exposées par Fielding dans The Champion, l'humilité, l'esprit de charité et la pauvreté. En plus, une vaillante culture classique et biblique, aspect important pour Fielding, fin lettré qui s'insurge contre la libre-pensée éprise de déisme, en particulier dans l'épisode consacré à Mr Wilson qui, en ses jours londoniens, a fréquenté un club de cette mouvance. Autre cible de sa satire, le Méthodisme qui, bien que combattant une conception profane de la religion, prêche l'enthousiasme de la foi au détriment des bonnes œuvres. Adams, lui, reste dans le giron de l'Église d'Angleterre, avec un penchant pour le latitudinarianisme,, concentré sur l'aspect pratique de la religion, guide de vie, tolérance et raison, éducation aussi (c'est un excellent maître d'école et le thème fait l'objet de deux histoires intercalées).

## L'éthique de Fielding dansJoseph Andrews
Bien que ce soit « le souffle chaud du rire », qui anime le roman, c'est la vision morale de Fielding qui lui donne son véritable sens et sa cohérence.

### L'homme bon

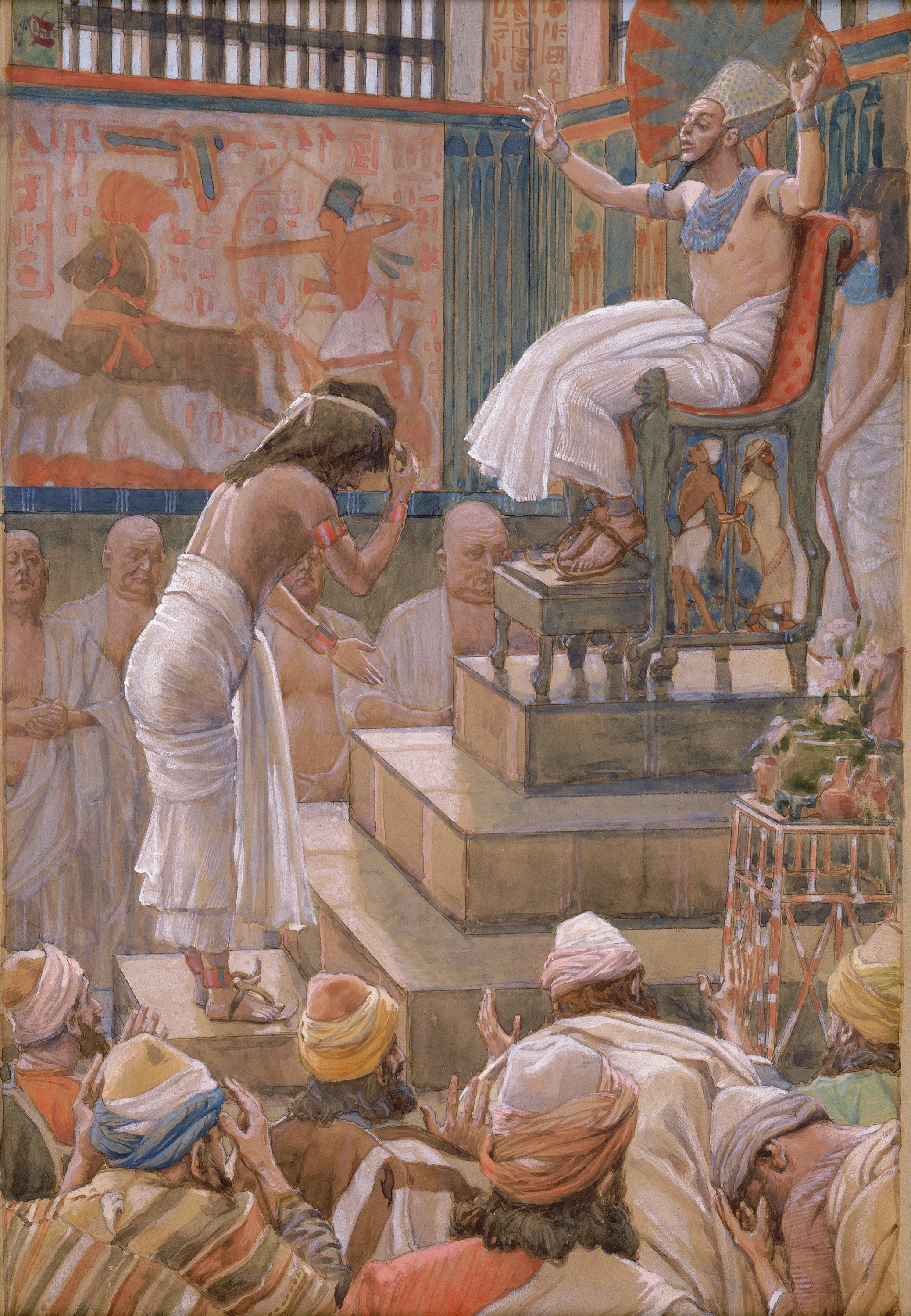
Joseph et ses frères reçus par le Pharaon, aquarelle de James Tissot (c. 1900).

Au « vrai ridicule », aux vaniteux et hypocrites venus de tous les rangs et de toutes les régions de la société, il annonce dès le premier chapitre qu'il entend opposer l'exemple de deux hommes « bons ». Ainsi se tourne-t-il vers la théorie de l'homme bon, le héros chrétien, dont les vertus jumelles de chasteté et de charité résument la moralité. Deux grandes figures de l'Ancien Testament sont particulièrement citées comme en incarnant les qualités essentielles, Joseph qui réussit à repousser les avances de l'épouse de Potiphar, et Abraham quittant son pays pour errer en pèlerin affirmant la véritable foi en des contrées aussi étranges qu'idolâtres.
À l'instar de Pope qui, dans The Rape of the Lock, mime la machinerie épique d'à la fois l'Iliade d'Homère et du Paradis perdu de Milton, Fielding crée son épopée burlesque en plaçant ces grands personnages au niveau de la vie ordinaire, Joseph réduit à un valet vertueux résistant à la lubricité d'une dame de Mayfair, et Abraham retrouvé en brave vicaire de campagne brandissant sa canne tel le pèlerin son bâton lors de son retour à travers une terre étrangère ne partageant en rien ses idéaux.

### La chasteté et l'amour

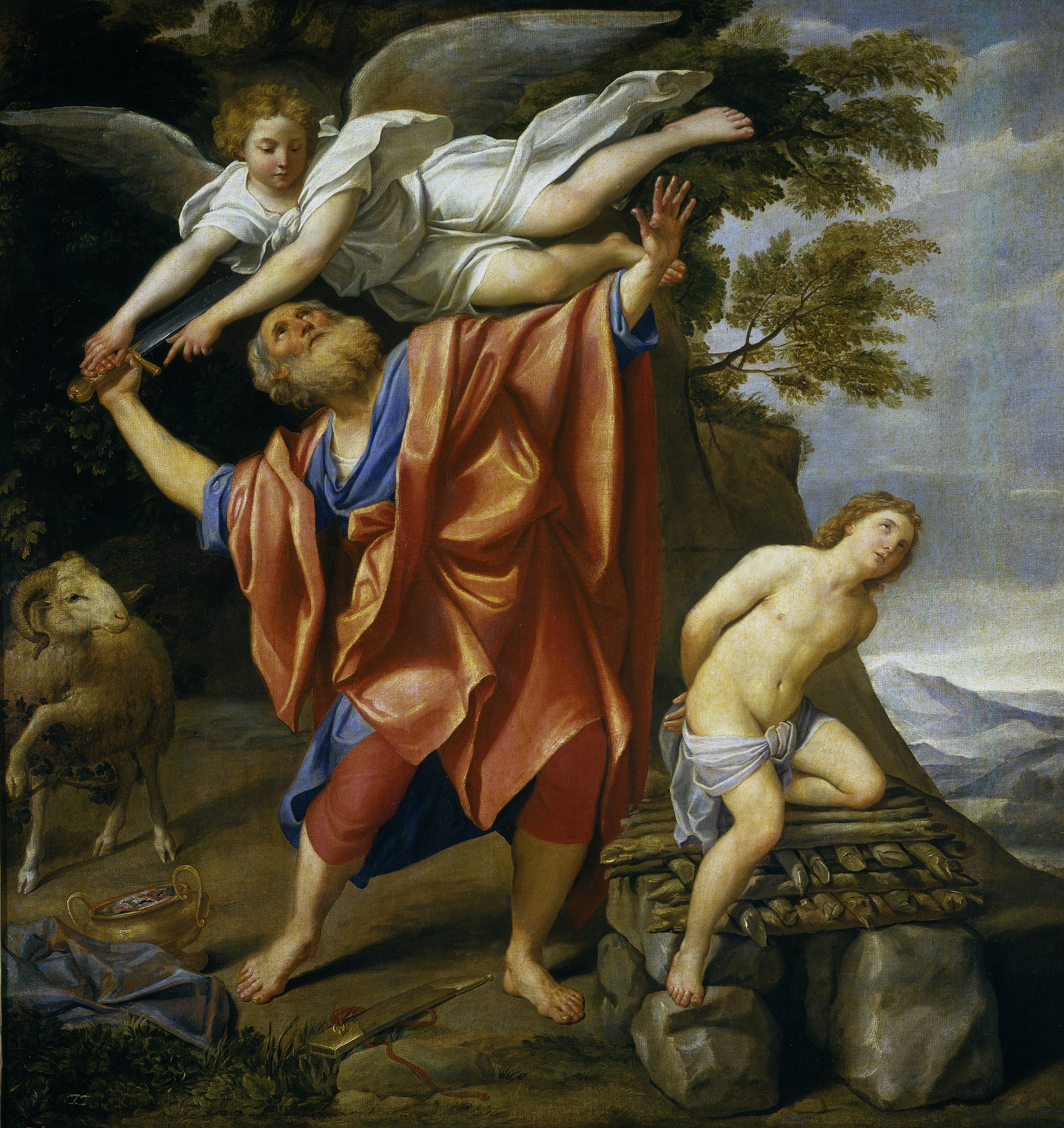
Abraham et le sacrifice d'Isaac
par Le Dominiquin (1628-29).

Bien que Fielding lui-même soit connu pour avoir excellé aux conversations galantes avec les dames, que la chasteté des hommes, comme le rappelle Miss Baden dans The History of Ophelia de sa sœur Sarah Fielding, soit naturellement sujette aux sarcasmes, il n'en demeure pas moins que même masculine, elle joue un rôle dans sa conception de la moralité. Dans Joseph Andrews, il condamne l'adultère auquel il reconnaît cependant un potentiel comique, mais de peu de poids face à ses conséquences tragiques. Dans son The Covent-Garden Journal, son porte-parole, le bienveillant Axylus, recommande de légiférer contre ce fléau. Si Fielding sait excuser la faiblesse de la chair en certaines circonstances, il ne la justifie jamais. Pour autant, la chasteté de Joseph Andrews va bien au-delà de la simple préservation de la virginité, elle est symbolique de l'accomplissement du « glorieux précepte vince teipsum » (« conquiers-toi toi-même ») en un individu capable de maîtriser ses appétits. Aussi, l'apostrophe burlesque à l'amour, du moins tel que le conçoit Lady Booby, un amour qui, à l'instar du maître de la pantomime John Rich ou du fantaisiste grammairien Colley Cibber (analogies du narrateur), « met le cœur de l'homme sens dessus-dessous »,, revêt-elle en profondeur une mise en garde salutaire : les sens de l'homme ainsi chamboulé, témoignant d'une discipline de soi à la dérive, ne conduisent qu'à la catastrophe. La vertu de Joseph, qui réserve sa force à sa bonne Fanny, quoique parfois difficile à supporter, offre une alternative heureuse aux vices destructeurs de personnages comme Lady Booby, Mrs Slipslop ou Beau Didapper, le roasting squire et même Mr Wilson du temps de sa débauche. La santé de ce robuste sentiment rachète le monde du roman, malade et déchu en dépit de ses aspects comiques ; selon Battestin, « on dirait de purs accents pastoraux au sein du jardin putride et décomposé de l'Angleterre »,.

### Levir bonuspar excellence
Le pasteur Abraham Adams, qu'il soit dénudé ou engoncé dans sa soutane en guenilles, est l'un des innocents bénis de ce monde, comme l'implique son nom, un Adam attardé qui n'a point touché au fruit du savoir. Fondé sur la littérature classique et aussi sur les Saintes écritures, son idéalisme reste invincible. Si peu partie des voies du monde, mais sans cesse poussé par son bon sentiment à s'en mêler, ses sorties don quichottesques, ses démarches charitables lui valent d'être souillé de boudin cru, trempé par un pot de chambre plein, englué dans le marécage d'une porcherie, mais rien n'entame son optimiste foi en l'homme. Pourtant, contrairement au Squire Allworthy de Histoire de Tom Jones, enfant trouvé ou du Dr Harrison d'Amelia, il reste un homme et n'a rien du parangon, avec ses travers et ses manies, ses immenses qualités aussi, son prêche aussi vide que perpétuel de la doctrine du stoïcisme chrétien, la fierté qu'il tire de ses sermons, sa réussite comme maître d'école. Il forme un contraste in vivo avec les âmes ternies des personnages dans l'univers desquels il se meut : vir bonus ou homme moral, naïf et simple, héros indigné et courageux, il défend la vertu et le bien public. En cela, il honore son prénom, car la principale analogie le concernant renvoie au patriarche biblique, rivé à son devoir envers Dieu et la société, à l'exercice de la foi et de la charité, la noyade faussement annoncée devenant même, ne serait-ce que pour un bref épisode, une réplique comique du sacrifice d'Isaac. Pèlerin, patriarche et prêtre, il parcourt la société en porte-parole de la « vraie religion » (true religion), celle qu'il a essentiellement puisée chez l'évêque latidudinarien Benjamin Hoadly, condamnant du même coup le méthodisme de George Whitefield, et sans cesse occupé à vouer aux gémonies l'absence de charité de ses rencontres au fil de ses pérégrinations. En réalité, écrit Fielding, c'est le manque de charité qui est source de ridicule, la déviation de « la règle d'or par excellence, pas moins que "agir envers les hommes comme on aimerait qu'ils agissent envers nous" »,,. Ainsi, Abraham Adams agit comme repoussoir vivant de l'égoïsme et la dépravation ambiantes.
Cependant, à la fin de l'ouvrage, il est rappelé que si le révérend a pour maxime de servir le Très-Haut, il n'en demeure pas moins que Mr Adams en son église avec son surplis et Mr Adams dépourvu de cet « ornement », restent deux personnes bien différentes. D'après Suhamy, Fielding, ici, « explique brusquement le fossé qui existe entre la nature humaine, pleine d'imperfections, et le caractère métaphysique de sa fonction sacerdotale ».

### La vision morale, ligne de force du schéma
C'est la thématique morale qui apporte la cohérence à cette séquence souvent mal assurée d'aventures et épisodes laissés aux hasards du voyage, technique comprenant nombre de paraboles et d'allégories et surimposée à la composante picaresque. Comme il a été dit précédemment, ville et campagne, suivant une tradition renvoyant à Juvénal et Virgile, représentent moralement des types antithétiques de vice et de vertu. Le retour des protagonistes de l'une à l'autre symbolise le passage de la vanité et du vice à la vertu et l'authentique contentement, déjà concentré dans le récit de Mr Wilson sur ses deux vies opposées. Après tout, l'exposition du jeune Joseph à la corruption londonienne n'a pas été sans effet sur lui : il se peigne les cheveux à la dernière mode, conduit la révolte des valets au théâtre et, pis que tout cela, ne se rend plus régulièrement aux offices ; tel est l'effet, exulte Lady Booby, de l'air de la ville sur les constitutions les plus réservées (Lady Booby plainly saw the effects which the the town air hath on the soberest constitutions). Cependant, fortifié par l'exemple et le conseil d'Adams, Joseph, reconnaissant la dégénérescence de la grande cité, écrit à Fanny « Londres est un mauvais lieu, il n'y existe aucune camaraderie et les gens vivent côte-à-côte tout en s'ignorant »,,.
Comme le montre l'exemple de Mr Wilson, c'est à la campagne que se respire l'air le plus pur, que les façons sont plus simples et plus directes (plain and simple), sans l'apprêt « des forts condiments italien et français de l'affectation et du vice que procurent la cour et les grandes villes »,. Ainsi, la fuite de Joseph hors de la capitale pour rejoindre la paroisse rurale du pasteur revêt l'aspect d'une quête du paradis perdu lors de son arrivée à Londres, puis le retour à l'innocence éclairée. Peu à peu, il se libère de sa dépendance envers le pasteur, son père spirituel et guide, débattant avec lui de sujets personnels et de société, affirmant ses propres vues sur la charité et, renversant les rôles, le conduisant, éberlué et penaud, hors de la chambre de Fanny où il s'est fourvoyé vers la sienne. Sorte de Sancho distingué, il sert un Don Quichotte du clergé anglais et, parvenu à son dernier havre, en ayant terminé de sa quête, peut convoler en authentiquement « justes » noces avec la chaste et aimante Fanny, puis trouver l'accomplissement dans le mode de vie campagnard qu'a déjà choisi Mr Wilson.

### L'homme perfectible et la conquête du bonheur
Selon Fielding, la nature humaine peut s'améliorer par le contrôle de soi, l'éducation et le bon exemple. Le thème de l'éducation est développé dans l'histoire de Leonora qui, faute de connaissances et de conseils, a connu la déchéance, et aussi dans celle de Mr Wilson qui s'est montré trop impatient de gagner le grand monde, quittant l'école dès que s'en présenta l'occasion. L'éducation trouve en la religion un auxiliaire de choix, autorisant à la fois la peur et l'espoir, l'une inspirant le retenue devant le péché et l'autre l'attente d'une ultime récompense. La pratique de la modération et de la simplicité dans le repli rural, autre ingrédient nécessaire, se fonde sur la tradition antique prônée par Virgile, Juvénal et Ovide, de même que sur la pensée chrétienne issue de l'Ecclésiaste, le célèbre vanitas vanitatum et omnia vanitas,,. La retraite rurale n'est pas empreinte de misanthropie : Wilson n'est pas coupé du monde, à la différence de « l'homme sur la colline » de l'Histoire de Tom Jones, enfant trouvé, bien au contraire car la « bienveillance active » qu'il pratique rapproche les êtres autrement séparés.

## Adaptations
Le roman fut adapté pour le cinéma en 1977 par Tony Richardson (mise en scène), Allan Scott et Chris Bryant (scénario), réalisation saluée par la critique. On y retrouve, entre autres, Michael Hordern dans le rôle du pasteur Adams, Peter Firth dans celui de Joseph et Ann-Margret dans celui de Lady Booby, pour lequel elle a reçu une nomination au Golden Globe de la meilleure actrice dans un second rôle en  1978.

#### Texte deJoseph Andrews
- (en) Henry Fielding, Joseph Andrews and Shamela : Notes sur le texte et Introduction par Judith Hawley, Londres et New York, Penguin Classics, 1999, 390 p. (ISBN 978-0-14-043386-9), édition de référence.
- (en) Henry Fielding, Joseph Andrews and Shamela : Introduction et notes par Martin C. Battestin, Londres, Methuen, 1961, 370 p.,
- (en) Henry Fielding, Joseph Andrews, Mineola, New York, Dover Thrift Editions, 2001, 247 p. (ISBN 978-048641588-8, lire en ligne).
- (en) Henry Fielding, Joseph Andrews and Shamela : Notes et introduction par Thomas Keymer, Oxford, Oxford World's Classics, 2008, 464 p. (ISBN 0199536988).

#### Autres romans de Fielding utilisés
- (en) Henry Fielding, Jonathan Wild, Oxford, Oxford World Classics, 2004, 352 p. (ISBN 0192804081)
- (en) Henry Fielding, Tom Jones, Harmondsworth, Penguin Editions, 1999, 976 p. (ISBN 978-0-140-43622-8), introduction et notes par Thomas Keymer et Alice Wakely.
- Shamela

#### Traductions deJoseph Andrewsen français
- Henry Fielding (trad. Pierre-François Guyot, abbé Desfontaines), Les Avantures [sic] de Joseph Andrews, et du ministre Abraham Adams de Henry Fielding (1743), Londres, Andrew Millar, 1743[N 23],[103].
- Henry Fielding (trad. P. F. G. Desfontaines), Les aventures de Joseph Andrews, Paris, Nouvelles Éditions Latines, coll. « Les Maîtres étrangers », 1947, 452 p., révision par Gilbert Sigaux ; introduction par André Maurois.
- Henry Fielding (trad. Francis Ledoux), Les aventures de Joseph Andrews, Paris, Gallimard, coll. « La Pléiade », 1970, XXVII + 1606 (ISBN 068656510X, EAN 9780686565109), publié avec M. Jonathan Wild le Grand et Histoire de Tom Jones.

#### Autres romans divers utilisés
- (en) Tobias Smollett, The Adventures of Roderick Random, Oxford, Oxford World Classics, 2008, 481 p. (ISBN 978-0-19-955234-4)
- (en) Samuel Richardson, Pamela; or, Virtue Rewarded (1740), Londres, Penguin Classics, 1981, 544 p. (ISBN 0140431403, EAN 978-0140431407), introduction et notes par Peter Sabor.

#### Ouvrages critiques généraux
- Gérard Genette, Figures III, Paris, Éditions du Seuil, coll. « Poétiques », 1972, 285 p. (ISBN 2020020394), « Discours du récit ».
- (en) Michael Stapleton, The Cambridge Guide to English Literature, Londres, Hamlyn, 1983, 993 p. (ISBN 0-600-33173-3).
- (en) Margaret Drabble et Paul Harvey, The Oxford companion to English literature, Oxford New York, Oxford University Press, 1985 (1re éd. 5), 1155 p. (ISBN 978-0-198-66130-6).
- (en) Andrew Sanders, The Oxford History of English Literature (Revised Edition), Oxford, Oxford University Press, 1996, 736 p. (ISBN 0-19-871156-5).
- Henri Suhamy, Les figures de style, Paris, PUF, coll. « Que sais-je ? », 2004, 128 p. (ISBN 2130620418)

#### Ouvrages critiques spécifiques
- (en) Arnold Kettle, An Introduction to the English Novel, vol. 2, Hutchinson, Hutchinson University Library, 1951.
- (en) Dorothy Van Ghent, The English Novel, Form and Function, Harper Trenchbooks, 1953, 276 p.
- (en) E. W. Tillyard, The Epic Strain in the English Novel, Oxford, Oxford University Press, 1958.
- (en) M. Johnson, Fielding's Art of Fiction, Philadelphie 19104, University of Pennsylvania Press, 1961, 172 p.
- (en) Ronald Paulson (éd.), A Collection of Critical Essays, New Jersey, Prentice Hall, coll. « Twentieth Century Views », 1962, 185 p., « Fielding ».
- (en) F. Homes Dudden, Henry Fielding, His Life, Works and Times, vol. 2, Oxford, Clarendon Pree, 1952, p. 582 et 601.
- (en) Ian Watt, The Rise of the Novel, Londres, Chatto and Windus, 1967, 319 p. (Chapitre VIII, consacré à Fielding).
- (en) Wayne C. Booth, The Rhetoric of Fiction, Chicago, The University of Chicago Press, 1966, 455 p..
- (en) George R. Levine, Henry Fielding and the Dry Mock : A Study of the Techniques of Irony in His Early Works, Boston, Walter de Gruyter, 1967, 160 p. (ISBN 3111037533)
- (en) Glenn W. Hatfield, Henry Fielding and the Language of Irony, Chicago, The University of Chicago Press, 1968, 220 p.
- (en) Robert Alter, Fielding and the Nature of the Novel, Cambridge, MA 02138, Harvard University Press, 1968, 211 p.
- (en) Douglas Brooks, Number and Pattern in the Eighteenth Century Novel, Londres, Routledge and Kegan Paul, 1968, 198 p. (Voir particulièrement chapitres IV et V).
- (en) Hamilton Macallister, Fielding, Londres, Evans, coll. « Literature i, perspective », 1967, 140 p.
- (en) G. J. Raussen, Henry Fielding, Londres, Routledge and Kegan Paul, coll. « Profiles in Literature », 1968, 162 p..
- Christian Pons et Jean Dulck, Samuel Richardson (Pamela) et Henry Fielding (Joseph Andrews), Paris, Colin, coll. « U2 », 1970, 261 p.
- (en) I. Williams (éd.), The Criticism of Henry Fielding, Londres, Routledge and Kegan Paul, 1970, 377 p. (recueil d'essais par Fielding sur son art).
- (en) Ronald Paulson (éd.), The Critical Heritage, Londres, Routledge and Kegan Paul, 1969, 453 p., « Henry Fielding ».
- Louis Gondebeaud, Le roman picaresque anglais de 1650 à 1730, Lille, H. Champion, 1977 (Voir particulièrement p. 5-58).
- (en) Louis Gondebeaud et Robert Ferrieux, Tom Jones, Pau et Perpignan, Université de Pau et des pays de l'Adour et Université de Perpignan Via Domitia, coll. « Cours de CAPES et d'Agrégation d'anglais », 1981, 104 p.
- (en) John Richetti, Felicity Nussbaum (édition) et Laura Brown (édition), The New English Century : Theory, Politics, English Literature, Londres, Routledge, 1987, « Representing the Underclass: Servants and Proletarians in Fielding and Smollett ».
- (en) Angela J. Smallwood, Fielding and the Woman Question, New York, St. Martins, 1989.
- (en) John Richetti, Eighteenth Century Fiction, vol. 2, Londres, 1990, « The Old Order and the New Novel of the Mid-Eighteenth Century Fiction: Narrative Authority in Fielding and Smollett », p. 99-126.
- (en) E. H. Thornbury, Henry Fielding, Theory of the Comic Prose Epic, New Yotk, Russell and Russell, 1966, 201 p.
- (en) Andrew Mc Dowell, Language and Style, n° 6, New York, N.Y, Southern Illinois University at Carbondale; Queens College, 1973, « Fielding's Rendering of Speech in Joseph Andrews and Tom Jones », p. 83-96.
- (en) Patricia Meyer Spacks, Desire and Truth : Functions of the Plot In Eighteenth-Century English Novels, Chicago, University of Chicago Press, 1990.
- Christine Huguet, « Joseph Andrews à la manière de Cervantès ? », XVII-XVIII. Bulletin de la société d'études anglo américaines des XVII et XVIIIe siècles, vol. 51, no 51,‎ 2000, p. 59-73.
- (en) Pierre Tibi, Joseph Andrews, Perpignan, Université de Perpignan Via Domitia, coll. « Cours de licence », 1985, 25 p.
- Henri Suhamy, « La religion de Fielding dans Joseph Andrews », Mythes, croyances et religions dans le monde anglo-saxon, Avignon, Université d'Avignon, no 5,‎ 1987, p. 189-199.
- (en) Louis Gondebeaud, Joseph Andrews, Pau, Université de Pau et des Pays de l'Adour, coll. « Cours de CAPES-Agrégation », 1988, 94 p.
- (en) Martin C. Battestin, A Henry Fielding Companion, Westport, Conn. et Londres, Greenwood Press, 2000, 333 p. (ISBN 0-313-29707-X).
- (en) Claude Rawson (éd.), The Cambridge Companion to Henry Fielding, 2007, 202 p. (ISBN 0-521-67092-6).
- (en) Bernhard Lang, The Triumph of Chaste Love – Fielding, In: Bernhard Lang, Joseph in Egypt: A Cultural Icon from Grotius to Goethe, New Haven, Yale University Press, 2009, p. 153–176,  (ISBN 978-0-300-15156-5).

### Citations

#### Citations du texte original deJoseph Andrews
1. ↑  « I thought of making a little fortune by my person, I now intend to make a great one by my virtue »,
2. ↑  « True nature is as difficult to be met with in authors as the Bayonne ham or Bologna sausage is to be found in shops ».
3. ↑  « a virtuous and good Turk, or heathen, are more acceptable in the sight of their Creator than a vicious and wicked Christian, though his faith was as perfectly orthodox as St. Paul's himself ».
4. ↑  « a comic-epic Poem in Prose ».
5. ↑  « Persons of inferior ranks and consequently of inferior manners ».
6. ↑  « exact concatenation ».
7. ↑  « little subject to lust ».
8. ↑  « never hitherto attempted in our language ».
9. ↑  « I defy the wisest man in the world to turn a true good action into ridicule ».
10. ↑  « I apprehend my order is not the subject of scorn ».
11. ↑  « the latter ever being the exhibition of what is monstrous and unnatural ».
12. ↑  « [whereas] in the former we should ever confine ourselves strictly to nature ».
13. ↑  « The Watchings and Fatigues, the Anxieties and Cares which attend the highest Stations, render their Possessors in real Truth no proper Objects of envy to those in the lowest, whose labours are much less likely to impair the Health of their Bodies, or to destroy the Peace of their Minds ».
14. ↑  « was perfectly content with the State to which he was called, that he shoul endeavour to improve his talent, but not to refine at his own Lot, nor envy those of his Betters ».
15. ↑  « the tradesman steps from behind his counter into the vacant place of the gentleman ».
16. ↑  « For not having been bred up to the secrets of business, and endeavouring to deal with the utmost honesty and uprightness, [I] soon found [our] Fortune in a declining way, amy [my] trade decreasing by little and little ».
17. ↑  « the most golden of all rules, no less that that of doing unto all men as you would they shoul do unto you ».
18. ↑  « London is a bad place and there is so little good fellowship that next-door neighbours don't know one another ».
19. ↑  « all the high French and Italian seasoning affectation and vice which courts and cities afford ».

#### Citations originales des commentateurs
1. ↑  « originally the name of a street […] much inhabited by writers of small histories, dictionaries, and temporary poems, whence any mean production is called grubstreet ».
2. ↑  « A good man therefore is a standing lesson to all of his acquaingtance and of far more use in that narrow circle than a good book ».
3. ↑  « human beings distinguish themselves by what they do ».
4. ↑  « Burlesque is therefore of two kinds: the first represents mean persons in the accoutrements of heroes ; the other describes great persons acting and speaking like the basest among the people ».
5. ↑  « the warm breath of laughter »
6. ↑  « [turns] the heart of man inside out ».
7. ↑  « [it] offer[s], as it were, a strain of the pure pastotal in the rank and ruined garden of England ».